# Bahnhof

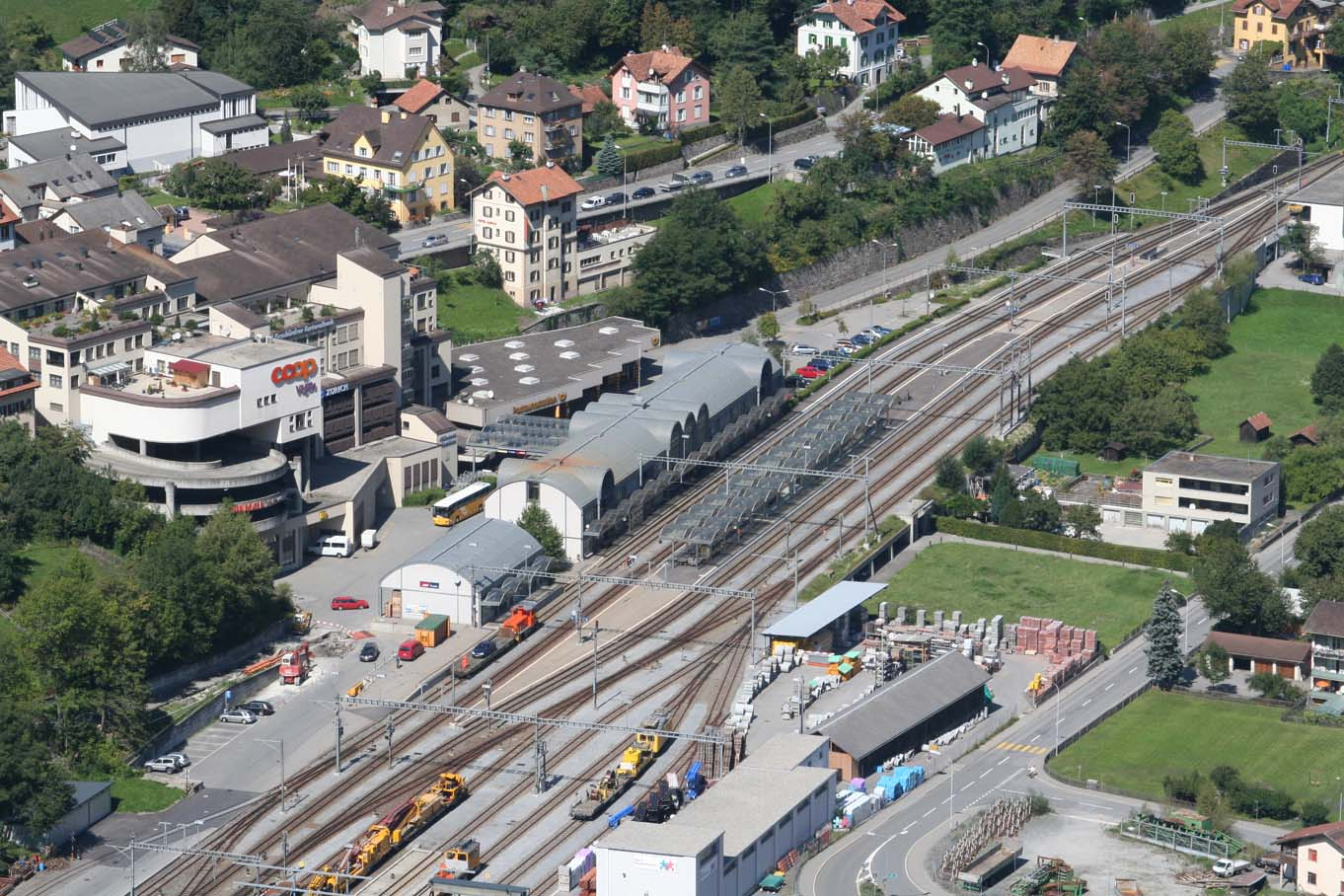
Bahnhofsanlage in Thusis

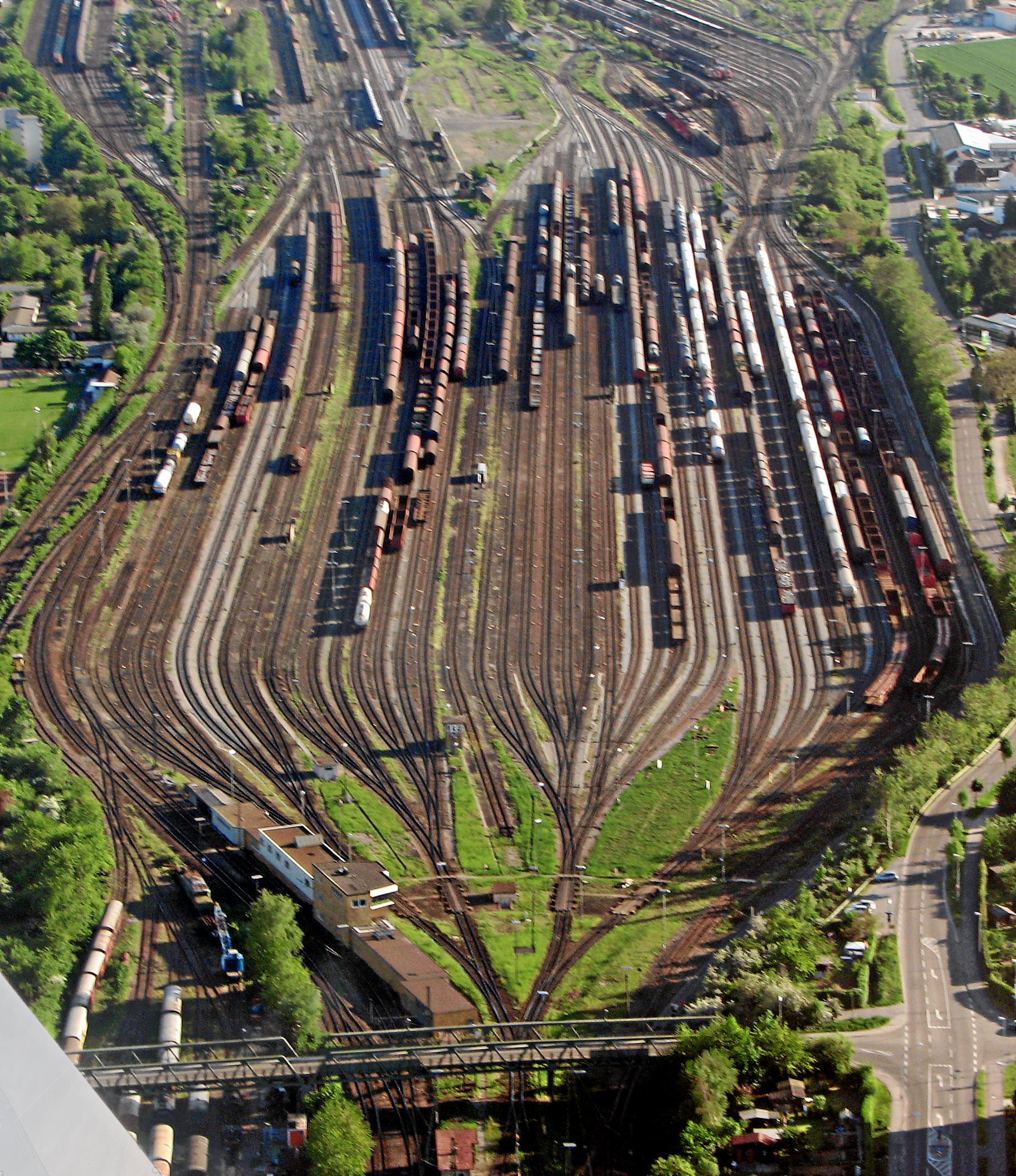
Kornwestheim Rangierbahnhof

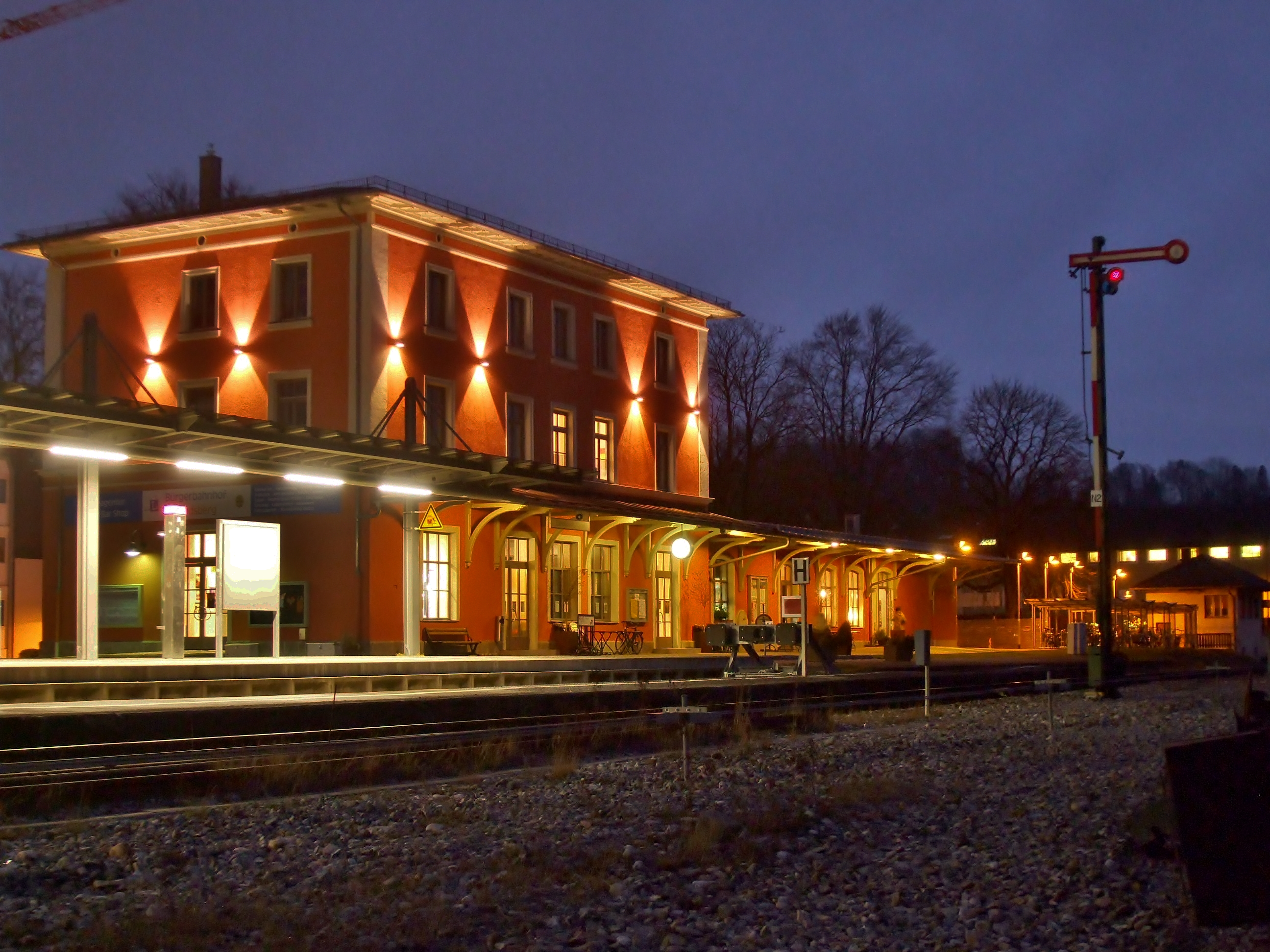
Bahnhof Landsberg (Lech), Bahnhof des Jahres 2007

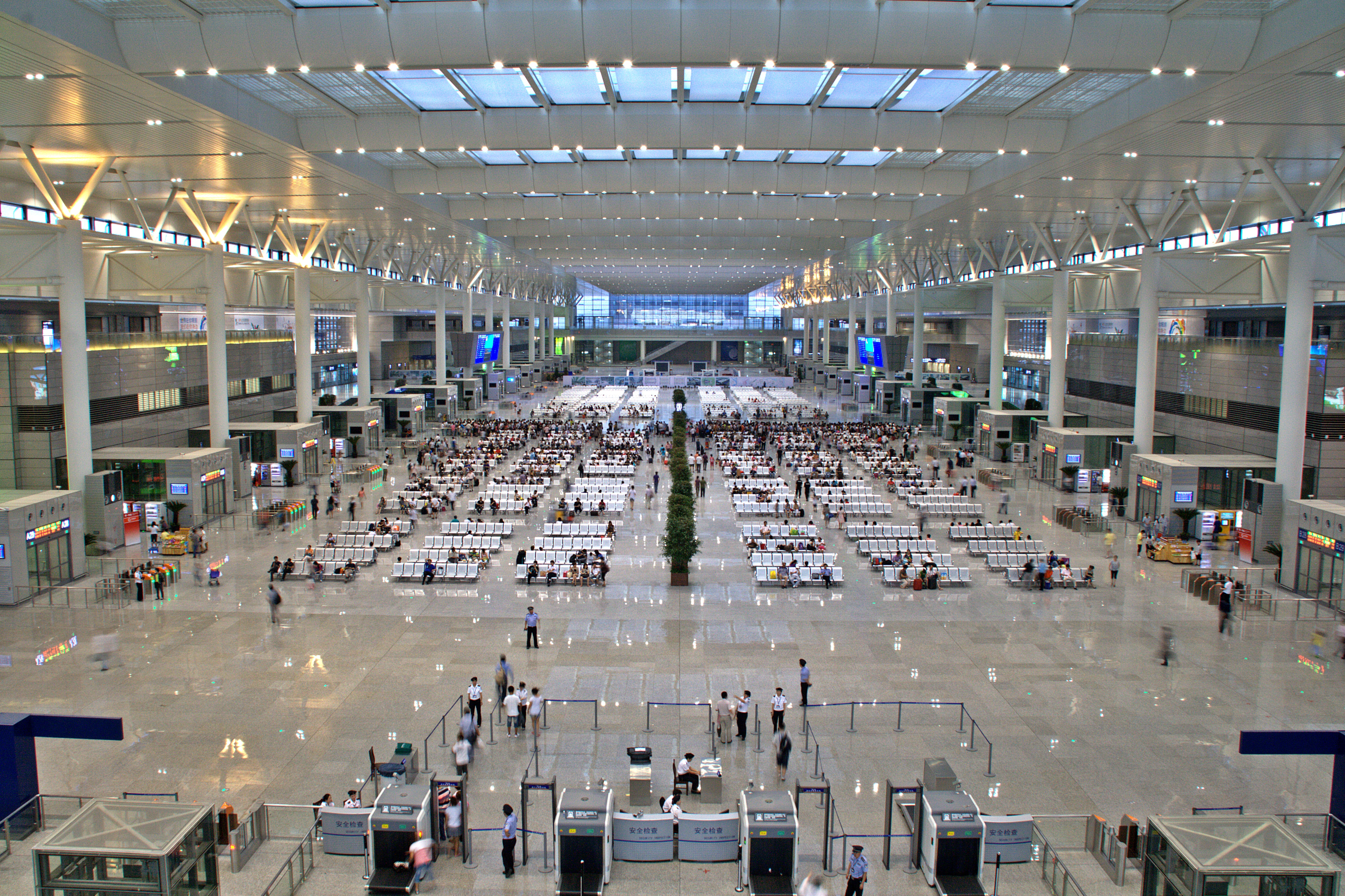
Wartehalle eines modernen Bahnhofs in China (Shanghai Hongqiao), im Vordergrund Sicherheitskontrollen, an den Seiten Bahnsteigsperren ähnlich Flughafen-Gates

Ein Bahnhof (abgekürzt Bf oder Bhf, bahnamtlich normalerweise ohne Punkt, veraltet auch Eisenbahnhof, Stationsbahnhof oder Stationshof) ist eine Eisenbahnbetriebsanlage.

## Definitionen und Benennungen
In Deutschland und Österreich ist ein Bahnhof immer Betriebsstelle und Zugmeldestelle. Bahnbetrieblich ist die Definition eines Bahnhofs in beiden Staaten ähnlich, in der Schweiz etwas anders:
- In Deutschland ist die Definition in § 4 Abs. 2 der Eisenbahn-Bau- und Betriebsordnung (EBO) enthalten: „Bahnhöfe sind Bahnanlagen mit mindestens einer Weiche, wo Züge beginnen, enden, ausweichen oder wenden dürfen. Als Grenze zwischen den Bahnhöfen und der freien Strecke gelten im allgemeinen die Einfahrsignale oder Trapeztafeln, sonst die Einfahrweichen.“ (Eisenbahn-Bau- und Betriebsordnung (EBO)

§ 4 Begriffserklärungen Abs. (2))
- - Bahnhöfe können in Bahnhofsteile unterteilt sein. Bahnhofsteile können durch Zwischensignale bzw. Signale Ne 14 gegeneinander abgegrenzt sein.[1]
- In Österreich lautet die Definition
  - in § 11 Abs. 11 der Eisenbahnbau- und -betriebsverordnung (EisbBBV): „Bahnhöfe sind Betriebsanlagen mit mindestens einer Weiche, wo Zugfahrten beginnen, enden, ausweichen oder wenden dürfen. Als eisenbahnbetriebliche Grenze zwischen den Bahnhöfen und der freien Strecke gelten im Allgemeinen die Einfahrsignale oder die Trapeztafeln.“
  - in § 2 Abs. 1 (a) Betriebsvorschrift der ÖBB: „Bahnhöfe sind Betriebsstellen, in denen Züge beginnen, enden, oder einander ausweichen können. Bahnhöfe werden von Einfahrsignalen oder Trapeztafeln begrenzt […]“[2]
- In der Schweiz wurde früher zwischen Bahnhof und Station im Sinne von zwei Größenklassen derselben Funktion (maßgebend waren die Verkehrspunkte) unterschieden. Heute werden die beiden Begriffe synonym verwendet, wobei sich der Begriff Bahnhof stärker durchsetzt. Die Gesetzgebung verwendet die Begriffe schon lange synonym, meint damit aber die Zugangsorte für den Publikumsverkehr,[3] allenfalls den Güterverkehr. In der Fahrdienstsprache ist ein Bahnhof die „Anlage innerhalb der Einfahrsignale, wo solche fehlen innerhalb der Einfahrweichen, zur Regelung des Zugverkehrs und der Rangierbewegungen, meistens mit Publikumsverkehr.“ Dies schließt somit auch Güterbahnhöfe, Rangierbahnhöfe und Dienststationen mit ein.
- Außerhalb des betrieblichen Kontextes wird mit Bahnhof häufig auch bezeichnet:
  - eine Anlage (fachlich auch als Verkehrsstation bezeichnet), an der Reisende Züge besteigen oder verlassen können (das schließt also Haltepunkte und Haltestellen mit ein) bzw. die Anlagen, wo Züge be- oder entladen bzw. neu zusammengestellt oder umgruppiert werden
  - das Empfangsgebäude (Deutschland) bzw. Aufnahmegebäude (Schweiz und Österreich)
  - die Gesamtheit aus Bahnanlagen und Empfangsgebäude, für die der Bahnhofsbetreiber das Hausrecht besitzt[4]

Ähnliche Definitionen sind auch in Mittel- und Osteuropa, auf dem Balkan, in Skandinavien und in Russland verbreitet. Anderswo gibt es oft keine Entsprechung eines Bahnhofs, sondern es wird sich an den völlig anderen Grundsätzen der britischen oder nordamerikanischen Bahnen orientiert.
In Großbritannien gibt es Station Limits, die vom ersten Hauptsignal eines Stellwerks (Home Signal) bis zum darauffolgenden Blocksignal („Section Signal“). Dies gibt es jedoch nur bei Strecken ohne selbsttätigen Streckenblock (Track Circuit Block). Auf anderen Strecken gibt es keine Unterscheidung zwischen freier Strecke und Betriebsstellen.
Im stark durch Timetable and Train Order geprägten Nordamerika gibt es Interlocking Limits, die jeweils einen Weichenbereich umfassen und von den sie deckenden Hauptsignalen (die hier jedoch – abgesehen von modernen Strecken mit Centralized Traffic Control– nur die Fahrstraßenfestlegung und teilweise die Zugfolge, aber nicht die Zugreihenfolge regeln) begrenzt werden. Außerdem gibt es Yards, was in etwa den deutschen Nebengleisen oder Nahbedienbereichen entspricht, und Yard Limits, innerhalb derer ohne Zustimmung des Dispatchers auf durchgehenden Hauptgleisen rangiert werden darf.

## Bahnhof und Haltepunkt
Nach der Eisenbahn-Bau- und Betriebsordnung ist in Deutschland eine Zugangsstelle ohne Weiche kein Bahnhof im betrieblichen Sinne, sondern ein Haltepunkt. Bei einer teilweisen Streckensperrung wird in den meisten Fällen der Verkehr auf der Schiene bis zum nächstgelegenen Bahnhof aufrechterhalten, da die Züge an Haltepunkten in der Regel nicht ohne vergleichsweise aufwändige Änderungen der Sicherungsanlagen, insbesondere des Streckenblocks wenden können.
Dem deutschen Haltepunkt entspricht annähernd die österreichische Haltestelle.
In Deutschland wiederum ist eine Haltestelle der Eisenbahn ein Haltepunkt, der mit einer Abzweigstelle oder einer Anschlussstelle zusammenfällt. Diese Definition hat aber praktisch keine Bedeutung mehr.
Es gibt Bahnhöfe, die keine Reisendenzugangsstellen sind. Neben Güterbahnhöfen handelt es sich dabei um Bahnhöfe, die ausschließlich eisenbahnbetrieblichen Funktionen dienen, insbesondere der Zugbildung und Auflösung von Zügen, der Zugkreuzung und dem Überholen von Zügen. Dient ein solcher Bahnhof auf Grund der Fahrplanlage vornehmlich einer dieser Funktionen, werden diese als Betriebsbahnhof, speziell Rangierbahnhof oder Überholbahnhof bezeichnet.
Bei U-Bahnen wird im Allgemeinen nicht zwischen Bahnhöfen und Haltepunkten unterschieden. Unabhängig von der jeweiligen betrieblichen Funktion spricht man von einer U-Bahn-Station, einem U-Bahnhof oder einer U-Bahn-Haltestelle.

## Namensgebung
Bahnhöfe werden meistens nach der Ortschaft oder dem Ortsteil benannt, in dem sie sich befinden. Nach Eingemeindungen oder Umbenennungen können jedoch auch historische Namen erhalten bleiben. Namenszusätze zur Unterscheidung verschiedener Städte desselben Namens sind auch üblich und können gegebenenfalls erhalten bleiben, selbst wenn nur noch ein Bahnhof in einer Stadt gleichen Namens existiert (z. B. durch Umbenennung einer Stadt in den ehemaligen deutschen Ostgebieten oder Stilllegung der anderen Bahnhöfe). Teilweise wurden in Orten mit mehreren Bahnhöfen diese nach der Eisenbahnstrecke oder der Bahngesellschaft unterschieden, zu der sie gehörten. So hieß zum Beispiel der in Berlin gelegene Ausgangspunkt der Berlin-Görlitzer Eisenbahn Berlin Görlitzer Bahnhof (ähnlich bei den anderen Berliner Kopfbahnhöfen) oder der heutige Bahnhof Frankfurt (Main) Süd Bebraer Bahnhof. Die Namen der beiden Bahnhöfe der sächsischen Stadt Großenhain, Großenhain Berliner Bahnhof und Großenhain Cottbuser Bahnhof, haben sich bis in die heutige Zeit gehalten. Umgangssprachlich werden die Nord- und Südflügel des Münchner Hauptbahnhofes immer noch Starnberger Bahnhof bzw. Holzkirchner Bahnhof genannt. Ähnliche Namensformen gibt bzw. gab es auch in vielen anderen Ländern. Turmbahnhöfe bzw. Bahnhöfe, bei denen ein Teil der Gleise unterirdisch verläuft, beinhalten teilweise den Namenszusatz "tief" auf Fahrkarten oder Fahrplänen, z. B. Berlin Hbf (tief) oder Leipzig Hbf (tief).

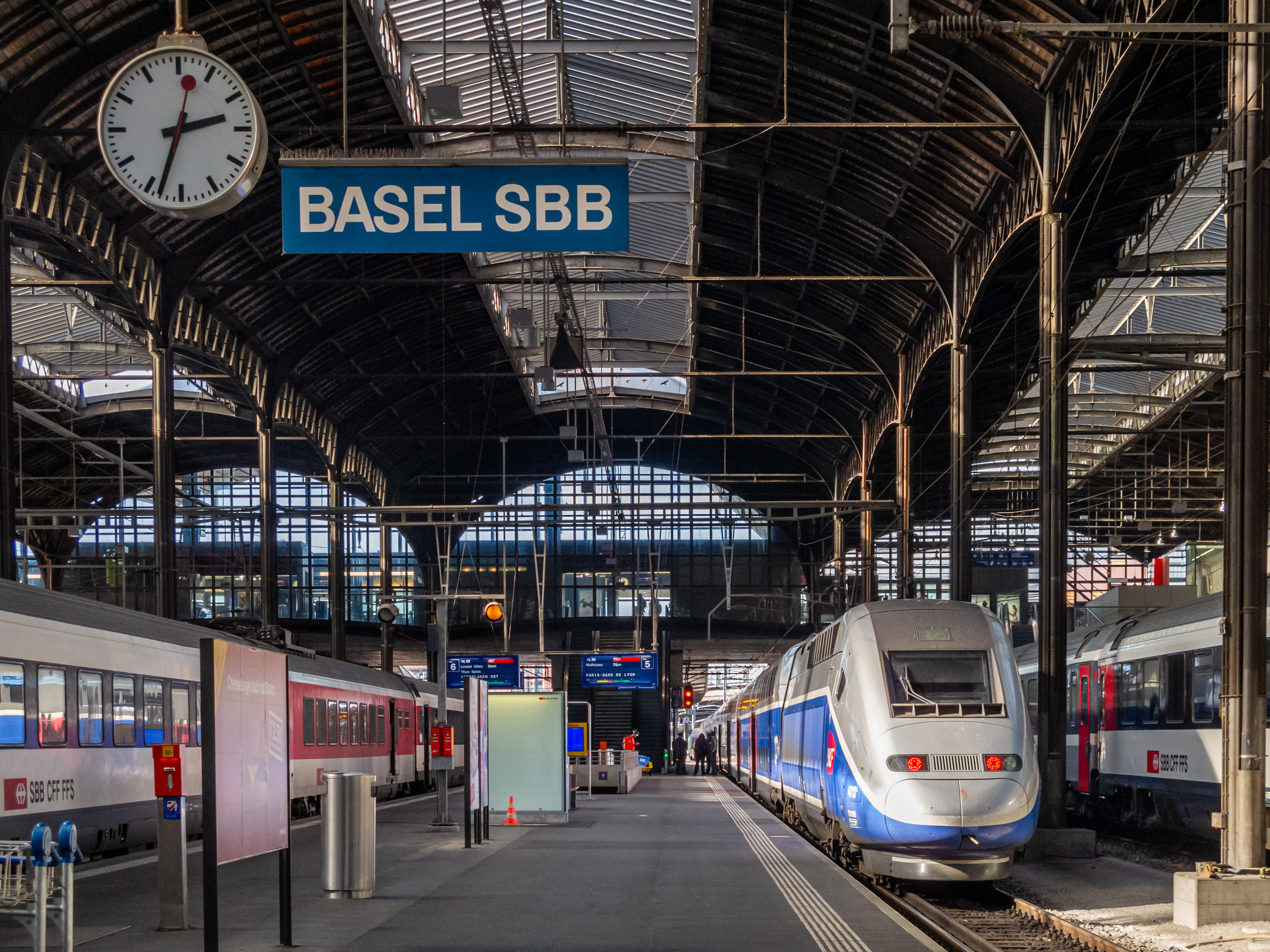
Basel SBB

In ländlichen Gebieten bestehen manchmal Doppelnamen für den gemeinsamen Bahnhof zweier Orte.
In Orten mit (aktuell oder historisch) mehreren Bahnhöfen bestehen hierfür verschiedene Möglichkeiten, Bahnhöfe unterschiedlich zu benennen, nämlich nach
- der dort verkehrenden Bahngesellschaft. Das war historisch sehr verbreitet, beispielsweise beim Main-Weser-Bahnhof in Frankfurt am Main. Wird heute noch beim Bahnhof Basel SBB genutzt, sonst vorrangig bei Privat- und Museumsbahnen,
- der betrieblichen Bahnhofsart (Personen-, Güter-, Rangierbahnhof usw.),
- der betrieblichen Hierarchie von Bahnhöfen in Form der Bezeichnung des wichtigsten Personenbahnhofes als Hauptbahnhof (siehe oben) sowie in wenigen Ländern des wichtigsten Güterbahnhofes als Hauptgüterbahnhof
  - in den Vereinigten Staaten von Amerika (USA) gibt es häufig eine Union Station als (ehemaligen) Gemeinschaftsbahnhof verschiedener Gesellschaften. Einige dieser Bahnhöfe haben inzwischen keinen Personenverkehr mehr, jedoch wird der Name zumeist bei aktiven Stationen bis heute verwendet;
- der geografischen Lage des Bahnhofs:
  - der Himmelsrichtung: Vielerorts gibt es jeweils einen Nord-, Ost-, Süd- und/oder Westbahnhof,
  - der Höhe: Im Bereich von Thüringen und Sachsen, Ungarn, Italien u. a. existieren mancherorts ein oberer und ein unterer Bahnhof,
  - der Lage zur Stadt: Mitte, Stadt oder Zentrum für einen zentral gelegenen Bahnhof von i. d. R. untergeordneter Verkehrsbedeutung. Im Umkehrschluss wird manchmal der Zusatz Land für besonders abseits der Stadt gelegene Bahnhöfe verwendet (Metelen Land, Bahnhof Hagenow Land); weitere Beispiele sind Brilon Wald und Blankenheim (Wald).
- Stadtteilen, Vororten oder eingemeindeten Orten, und zwar bestehend aus:
  - dem vorangestellten Namen des Hauptortes und nachfolgend dem Namen des Ortsteiles (in manchen Ländern mit und in anderen Ländern ohne Bindestrich, in Deutschland immer mit Bindestrich,[8] in der Schweiz immer ohne Bindestrich, außer Namen in französischer Sprache immer mit Bindestrich[9]) oder
  - nur dem Namen des Ortsteils.
  - dem Namen der Stadt, des Ortsteiles und einer weiteren, genaueren, Ortsangabe, z. B. Bahnhof Lübeck-Travemünde Strand
- wichtigen vom Bahnhof aus erschlossenen Zielen, beispielsweise Paris Gare de Lyon oder ehemals Berlin Hamburger Bahnhof
- Straßennamen z. B. Philadelphia 30th Street Station
- Eigennamen von Einrichtungen oder Unternehmen, die sich in der Nähe des Bahnhofs befinden oder befanden; gelegentlich behält hierbei der Bahnhof den Namen, auch wenn der Namensgeber umbenannt wird (z. B. Bahnhof Nürnberg Frankenstadion)
- Namen von Persönlichkeiten,
  - darunter in den USA mehrere nach Präsidenten der jeweiligen Eisenbahngesellschaft benannte Rangierbahnhöfe, z. B: Robert R. Young Yard in Elkhart
- Zahlen:
  - Nummerierung der Bahnhöfe. In einigen Ländern, besonders im Bereich der ehemaligen Sowjetunion, wurden die Bahnhöfe vieler Ortschaften durchgehend nummeriert (beispielsweise gibt es im Eisenbahnknoten Pensa fünf Bahnhöfe mit den Bezeichnungen Pensa I bis Pensa V). Die Nummerierung sagt dabei nichts über die Art und Bedeutung der Bahnhöfe aus.
  - Benennung der Bahnhöfe nach dem Streckenkilometer, an dem sie liegen. Dies ist besonders in Gegenden verbreitet, in denen sich in der Nähe keine Siedlung befindet.
- Der Lage an einer bestimmten Eisenbahnstrecke. So gibt es in Berlin den Bahnhof Berlin Ostkreuz an der Berliner Ringbahn und den Ostbahnhof gelegen unter anderem an der Berliner Stadtbahn
- sonstige geographische Namen wie Täler oder Berge, beispielsweise der Bahnhof Drängetal an der Harzquerbahn oder der ehemalige Bahnhof Durlesbach an der württembergischen Südbahn.

## Personal

Aufforderung der Reichsbahndirektion Mainz an ihr Bahnhofspersonal

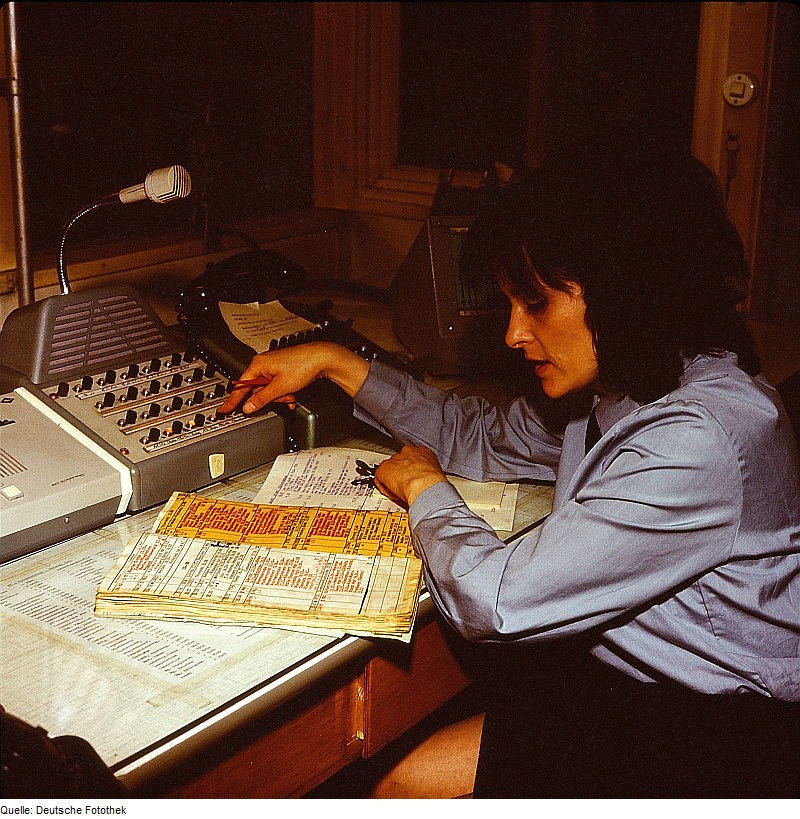
Mitarbeiterin bei der Deutschen Reichsbahn bei einer Durchsage am Hauptbahnhof Dresden (Foto ca. 1975–1980)

Die verantwortliche Gesamtleitung des Verkehrs- und Betriebsdienstes lag in der Hand des Bahnhofsvorstands, Bahnhofsvorstehers, Dienstvorstehers bzw. Leiters der Dienststelle. In Deutschland gibt es diese Funktion seit 1994 nicht mehr, in einigen anderen Ländern blieb sie bis zur Auftrennung in Verkehr und Infrastruktur bestehen. Wo sich die Funktion des Bahnhofsvorstands gehalten hat, gehört sie heute in der Regel zur Infrastruktur. Der Personalbestand der im Bahnhofsbereich angesiedelten technischen Dienststellen für die Anlagen- und Fahrzeugunterhaltung gehörte jedoch nicht zum Bahnhofspersonal.
Bei den deutschen Bahnen war der „Bahnhof“ einerseits eine Begrifflichkeit aus dem behördlichen Organisationsgefüge. In diesem Sinne war der „Bahnhof“ als Dienststelle eine unmittelbare Bundesbehörde, die betrieblich zumeist aus mehreren „Bahnhöfen“ (im betrieblichen Sinne) bestand. Diese Stelle wurde von einem Dienststellenleiter geführt, einem Beamten zumeist des gehobenen Dienstes mit polizeilichen Befugnissen. In der Sowjetischen Besatzungszone wurde der Beamtenstatus jedoch im Herbst 1945 aufgehoben und in der Folge im Eisenbahndienst nie wieder eingeführt. Insofern gibt es den Begriff „Bahnhof“ nach der Auflösung der Deutschen Bundesbahn und der Deutschen Reichsbahn nur noch im betrieblichen Sinne der Eisenbahn-Bau- und Betriebsordnung (EBO). Kommerzielle, technische und betriebliche Aufgaben sind heute in verschiedenen Händen.
Einheitlich steht der Bahnhof unter der gesetzlichen Begrifflichkeit der Bahnanlage, die dem Hausrecht eines Infrastrukturunternehmens untersteht. Betrieblich ist der Bahnhof zumeist eine Zugmeldestelle, die nach den gesetzlichen Bestimmungen stets mit einem verantwortlichen Fahrdienstleiter besetzt sein muss. Im Zuge der technischen Entwicklung ist der Fahrdienstleiter allerdings immer öfter nicht mehr örtlich anzutreffen, sondern regelt den Verkehr ferngesteuert als Mitarbeiter einer Betriebszentrale, als Zugleiter oder als Bediener ferngesteuerter Bahnhöfe.

## Bahnhofsarten

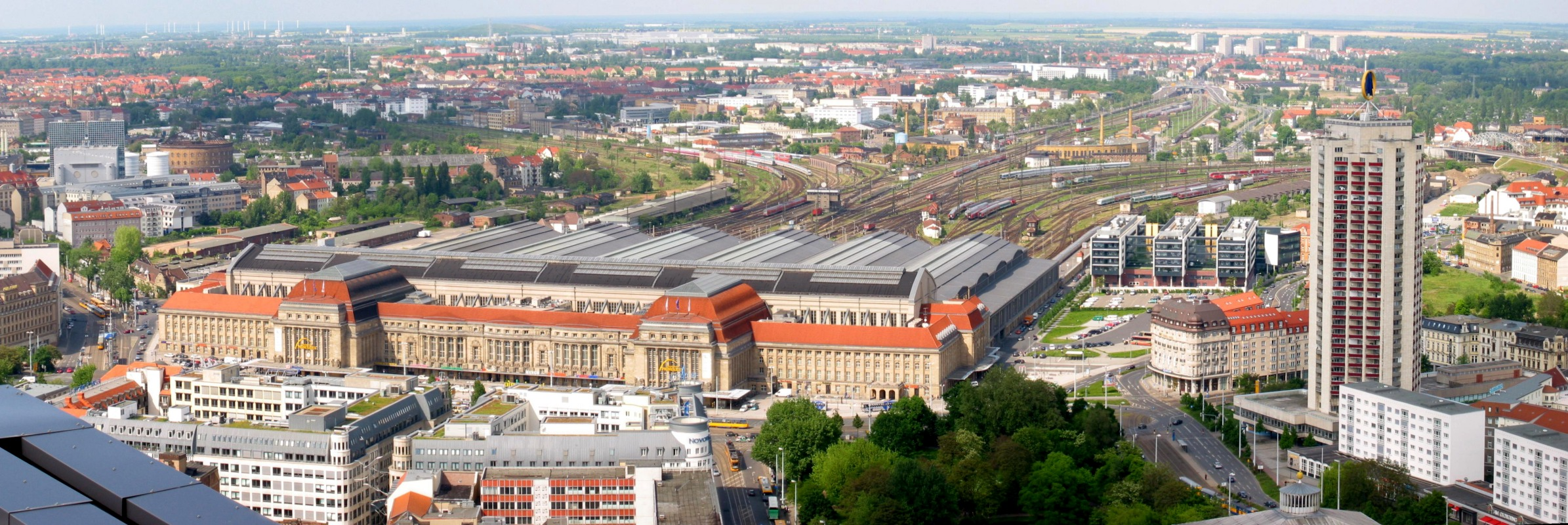
Kopfbahnhof: Leipzig Hbf

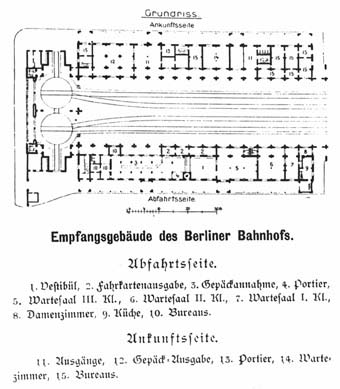
Lageplan des historischen Berliner Bahnhofs in Hamburg

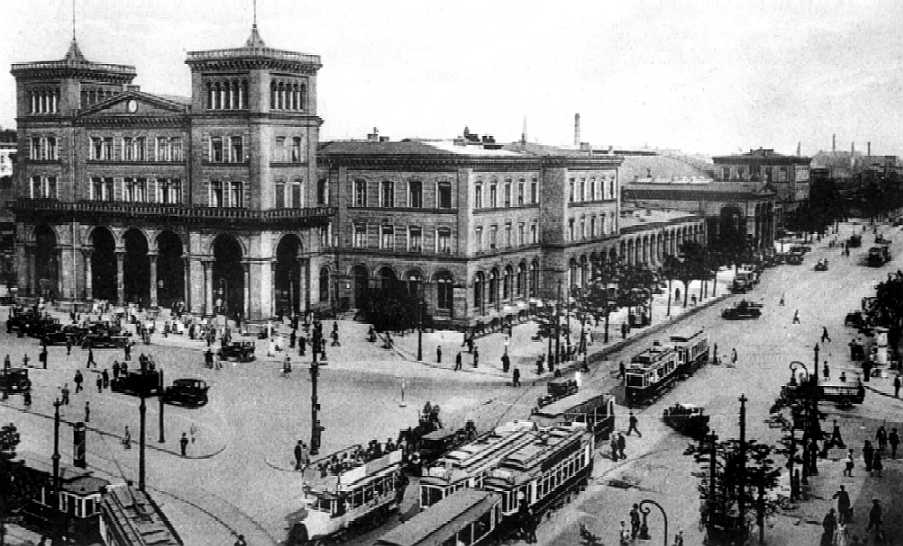
Historischer Kopfbahnhof: Görlitzer Bahnhof in Berlin (1928)

Bahnhöfe werden nach verschiedenen Kriterien unterschieden. Dazu zählen unter anderem ihre Aufgabe und Funktion, ihre Lage im Netz, Grundrissform oder die bautechnische Gestaltung der Gleis- und sonstigen Anlagen.

### Unterscheidung nach Lage im Netz

#### Endbahnhof
Ein Endbahnhof liegt am Ende einer Bahnstrecke oder mehrerer Strecken.
Die architektonische Form oder weitere Eigenschaften sind durch diesen Begriff nicht festgelegt.

#### Zwischenbahnhof
Ein Zwischenbahnhof ist eine Betriebsstelle an einer durchgehenden Bahnstrecke. Teilweise versteht man unter einem Zwischenbahnhof nur einen, von dem keine weitere Strecken abzweigen, teilweise wird auf diese Unterscheidung verzichtet bzw. zwischen einfachen Zwischenbahnhöfen und Zwischenbahnhöfen mit Streckenverzweigungen unterschieden.

#### Trennungsbahnhof
In einem Trennungsbahnhof zweigt mindestens eine Strecke ab, wobei im Unterschied zum Anschlussbahnhof ein Übergang von Zügen von der einen auf die andere Strecke üblich ist, beispielsweise Essen Hauptbahnhof, Bahnhof Arth-Goldau, Innsbruck Hauptbahnhof.

#### Anschlussbahnhof

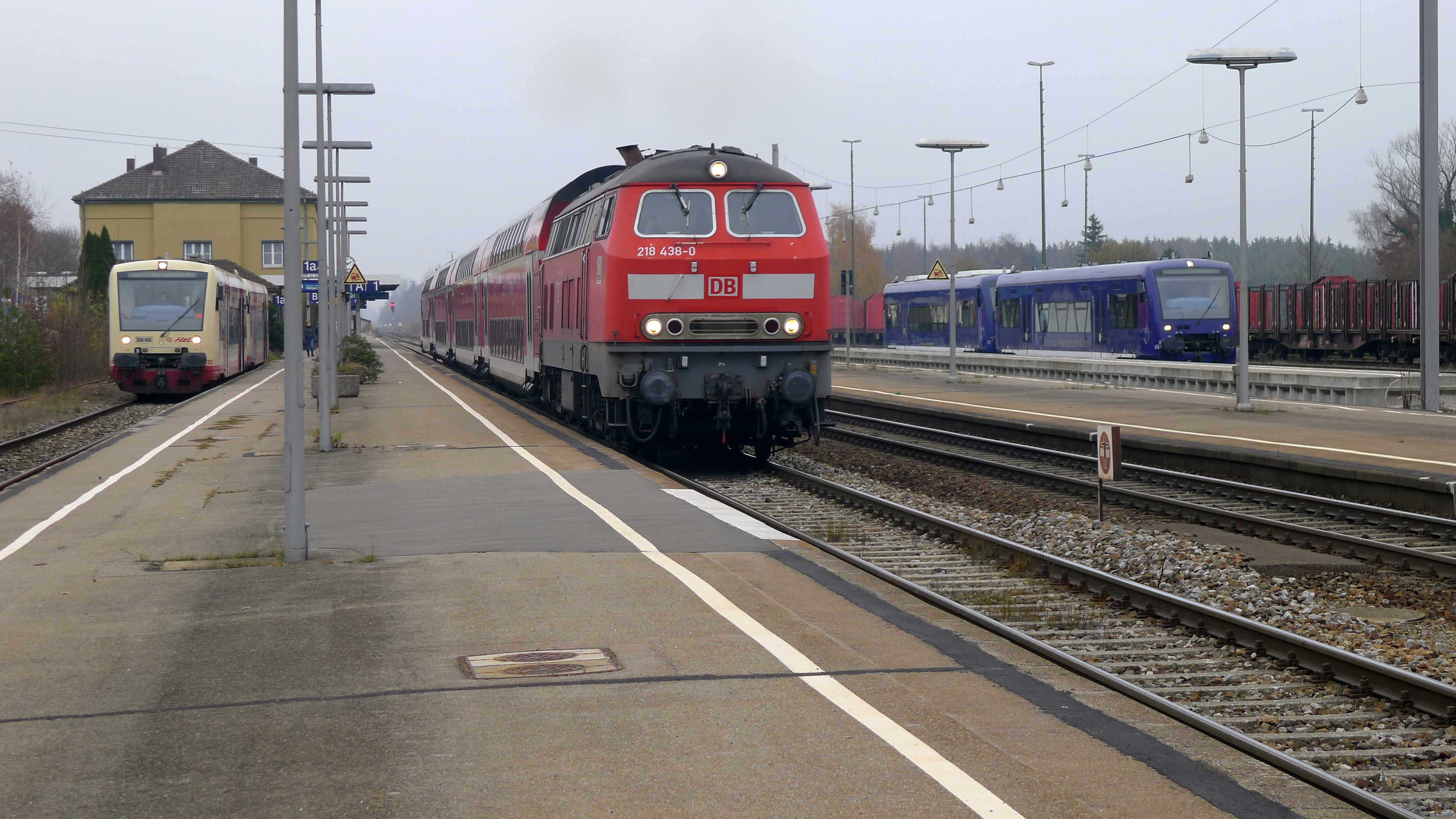
Bahnhof Aulendorf im Jahr 2011 mit Zügen dreier verschiedener Gesellschaften und Anschlussbahnhof links

Ein Anschlussbahnhof ist ein Bahnhof, wo von einer Strecke (mindestens) eine weitere abzweigt, wobei es (je nach Definition) keinen regelmäßigen durchgehenden Zugverkehr gibt (was jedoch betriebliche Verbindungen und Wagenübergang nicht ausschließt) bzw. die abzweigende Strecke deutlich untergeordnet ist. Teilweise wird in der Literatur nicht zwischen Anschluss- und Trennungsbahnhöfen unterschieden.

#### Kreuzungsbahnhof
Von einem Kreuzungsbahnhof spricht man, wenn sich mindestens zwei Strecken in einem Bahnhof kreuzen, beispielsweise Duisburg Hauptbahnhof, Neuss Hauptbahnhof. Wird die Zahl der Strecken, die in einem Bahnhof zusammentreffen größer, wird auch die Bezeichnung Knotenbahnhof verwendet.

#### Berührungsbahnhof
Ein seltener Typ ist der Berührungsbahnhof, in dem sich zwei Strecken berühren, ohne sich zu kreuzen, beispielsweise Bahnhof Montabaur, Bahnhof Landquart oder bis Juni 1996 der Bahnhof Weida. Dabei kann es aber Gleisverbindungen zwischen den Gleisen beider Strecken geben. Ein weiteres Beispiel war der Bahnhof Wien Hauptzollamt ab 1925, als die Wiener Dampfstadtbahn im Zuge der Weiterentwicklung zur Wiener Elektrischen Stadtbahn vom übrigen österreichischen Eisenbahnnetz getrennt wurde. Zur Zeit der privaten Eisenbahngesellschaften war außerdem der Bahnhof Mülheim-Eppinghofen ein Berührungsbahnhof der Bergisch-Märkischen und der Rheinischen Eisenbahn-Gesellschaft.

#### Knotenbahnhof
Knotenbahnhöfe sind in diesem Zusammenhang mehrfache Trennungs- und/oder Kreuzungsbahnhöfe einer „größeren Anzahl“ von Strecken, wobei diese nicht spezifiziert ist.

#### Traktionswechselbahnhof oder Umspannbahnhof
Ein Traktionswechselbahnhof oder Umspannbahnhof ist eine Station, an der die Oberleitung endet und die Züge umgespannt werden, beispielsweise von einer Elektrolokomotive auf eine Dampf- oder Diesellokomotive. Beispiele hierfür sind in Deutschland Hof Hauptbahnhof, der Bahnhof Itzehoe, der Bahnhof Stade, der Bahnhof Neubrücke (Nahe) oder der Bahnhof Millingen.

### Unterscheidung nach Grundrissform

#### Kopfbahnhof
In einem Kopfbahnhof oder Sackbahnhof enden die Hauptgleise in Stumpfgleisen, eine Durchfahrt ist nicht möglich. Häufig steht das Empfangsgebäude am Gleisende. Insbesondere bei historisch älteren Bauten folgt am Gleisende ein Gleiswechsel oder eine Drehscheibe, um Triebfahrzeuge an das andere Ende ihres Zuges umsetzen zu können.
Umgangssprachlich werden die Begriffe Kopfbahnhof und Endbahnhof oft synonym gebraucht. Es gibt jedoch Unterschiede. Es können Endbahnhöfe auch in Durchgangsform gebaut sein, etwa bei einer geplanten Streckenverlängerung. Umgekehrt kann es auch Zwischenbahnhöfe in Kopfform geben, etwa bei manchen Spitzkehren.

#### Durchgangsbahnhof
Die häufigste Bahnhofsbauart ist der Durchgangsbahnhof. Hierbei durchlaufen die Hauptgleise einer oder mehrerer durchgehenden Strecken das Bahnhofsgelände, erhalten dort Gleisverbindungen und erweitern sich gegebenenfalls durch zusätzliche Bahnhofsgleise, beispielsweise Wuppertal Hauptbahnhof oder Bahnhof Bern. Das Empfangsgebäude liegt meistens seitlich zum Gleisfeld.

### Besondere Bauformen

#### Reiterbahnhof

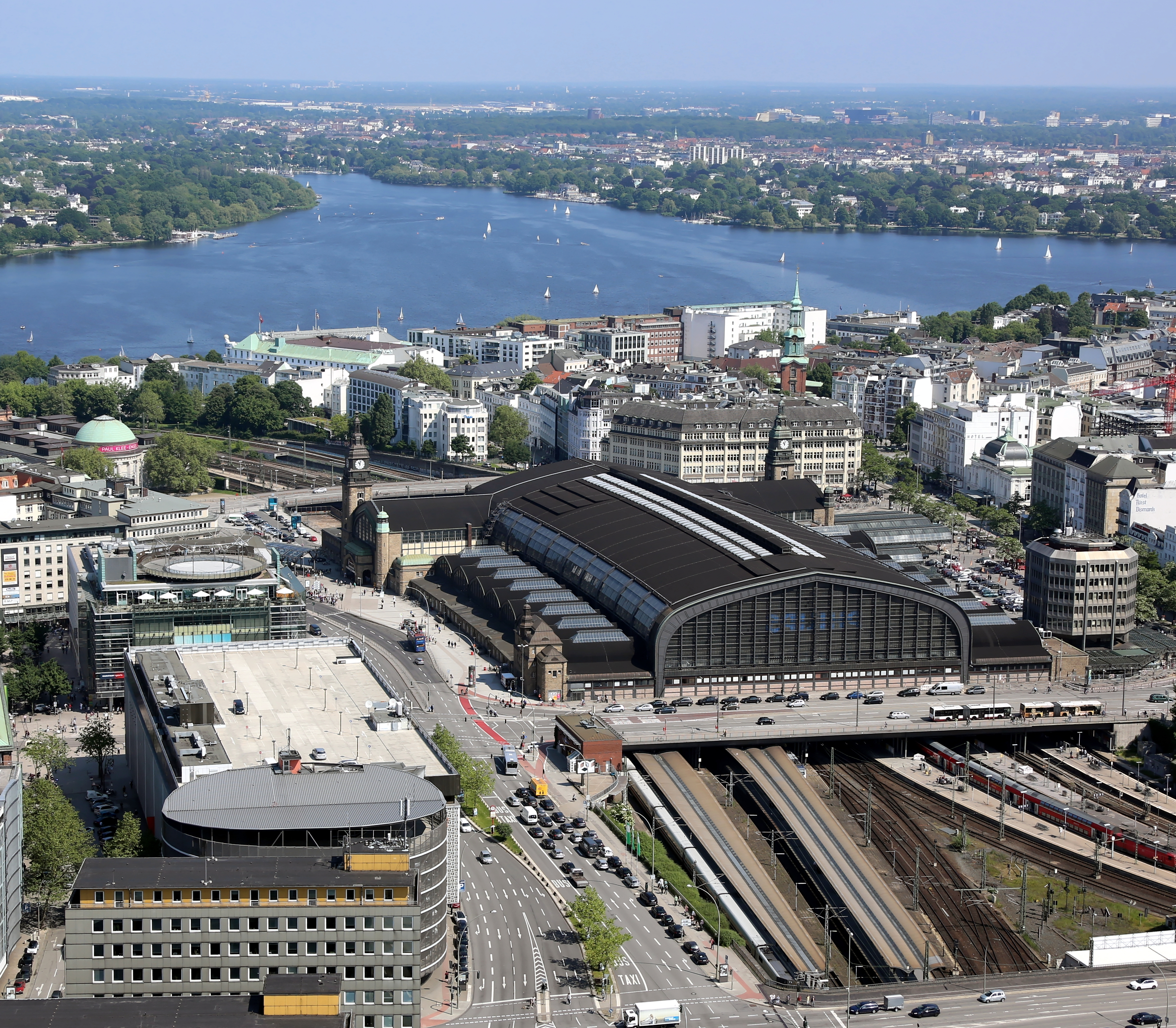
Reiterbahnhof: Hamburg Hbf

Bei einem Reiterbahnhof, auch als Sattelbahnhof bezeichnet, ist das Empfangsgebäude quer über das Gleisfeld gebaut, beispielsweise Hamburg Hauptbahnhof oder Bahnhof Kassel-Wilhelmshöhe.

#### Keilbahnhof
In einem Keilbahnhof trennen sich mehrere Strecken im Bahnsteigbereich. Das Empfangsgebäude liegt hierbei zwischen den sich trennenden Strecken, welche einen Keil bilden, beispielsweise: Bahnhof Arth-Goldau, Döbeln Hauptbahnhof, Bahnhof Hagenow Land, Bahnhof Jena-Göschwitz, Bahnhof Wuppertal-Vohwinkel, Bahnhof Bad Kreuznach.

#### Inselbahnhof

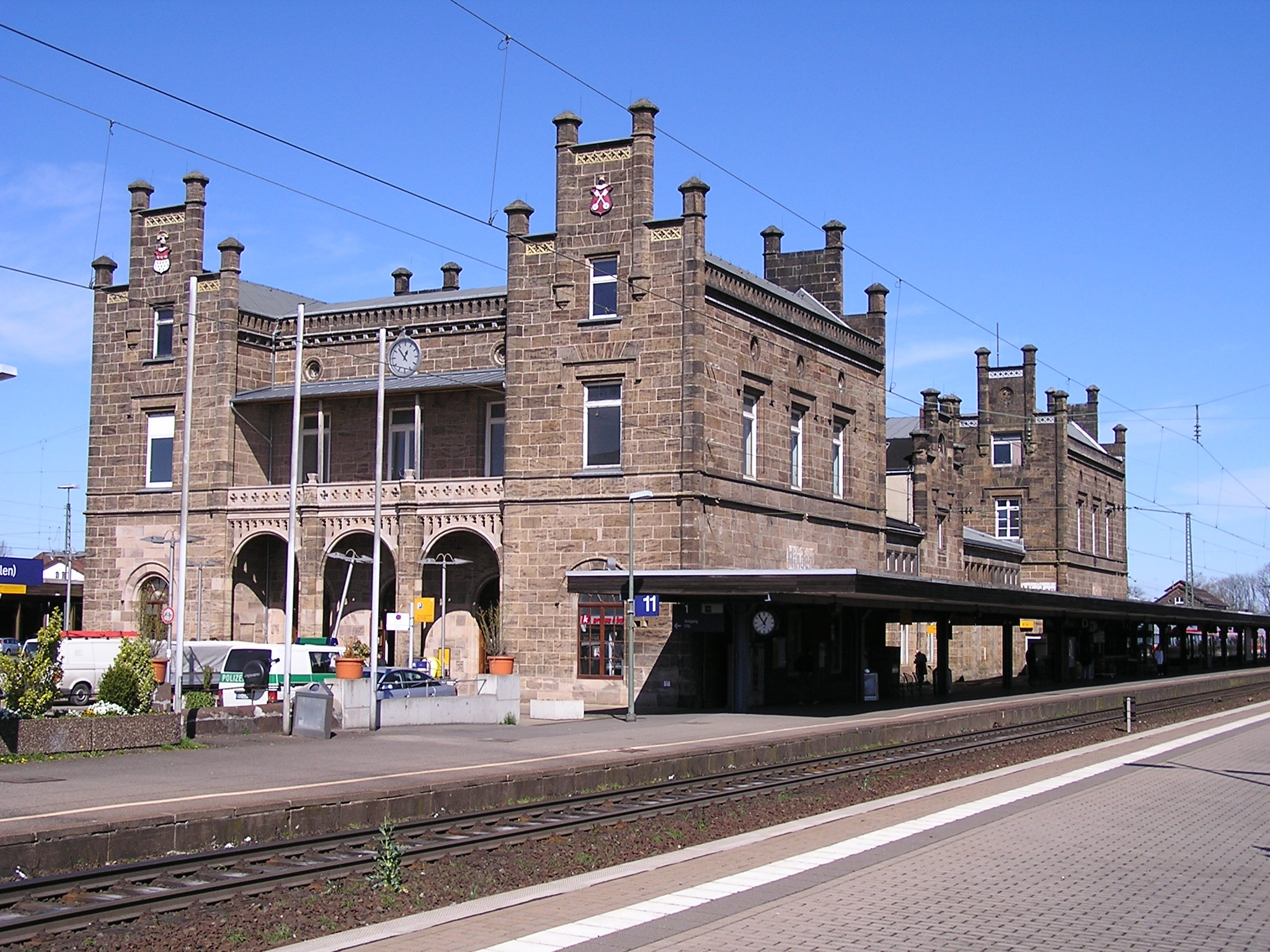
Inselbahnhof: Bahnhof Minden (Westfalen)

Als Inselbahnhöfe werden Bahnhöfe bezeichnet, deren Empfangsgebäude allseits von den Gleisanlagen umschlossen wird. Im Gegensatz zum Keilbahnhof sind beim Inselbahnhof die beidseitigen Gleisanlagen sowohl vor als auch hinter dem Empfangsgebäude verbunden. So beim Bahnhof Wunstorf bis ca. 1905. Aktuelle Beispiele sind Halle (Saale) Hauptbahnhof oder Bahnhof Minden (Westfalen).

#### Turmbahnhof
In einem Turmbahnhof kreuzen sich mehrere Strecken niveaufrei, beispielsweise Berlin Hauptbahnhof, Köln Messe/Deutz oder Bahnhof Bürstadt. Bei einem Teil der Turmbahnhöfe (beispielsweise Osnabrück Hauptbahnhof) gibt es Verbindungsstrecken zwischen beiden Ebenen.

#### Tunnelbahnhof
Tunnelbahnhöfe liegen vollständig unterirdisch. Meistens handelt es sich um einfache Durchgangsbahnhöfe oder quasi unterirdische Turmbahnhöfe, wenn sie mehrere Tunnelstrecken verbinden, beispielsweise die S-Bahnhöfe Bahnhof Frankfurt (Main) Konstablerwache und Zürich Stettbach.
Die Bezeichnung Tiefbahnhof wird meistens gleichbedeutend verwendet, kann aber auch einen Bahnhof in einem nach oben offenen Trogbauwerk bezeichnen, beispielsweise der Bahnhof Köln/Bonn Flughafen oder der Bahnhof Zürich Stadelhofen.

#### Dreiecksbahnhof
Ein Dreiecksbahnhof ist ein Bahnhof, in dem sich zwei Strecken trennen und durch eine zusätzliche Verbindung zwischen den abzweigenden Strecken ein Gleisdreieck entstanden ist. In sehr seltenen Fällen liegen an allen Seiten des Dreiecks Bahnsteige:
- Ludwigshafen (Rhein) Hbf, Herlasgrün, Horrem und Siersleben Gleisdreieck in Deutschland,
- Villars-sur-Ollon an der Strecke Bex–Villars–Bretaye in der Westschweiz,
- Stegna Gdańska im Netz der Żuławska Kolej Dojazdowa in Polen,
- Nowooleksijiwka an der Bahnstrecke Sewastopol–Charkiw in der Ukraine,
- Earlestown und Shipley in England,
- Otroschka: Knotenbahnhof im Nordosten von Woronesch in Russland,
- Güterbahnhof Saginaw (Michigan) in den USA.

### Unterscheidung nach Funktionen

#### Personenverkehr

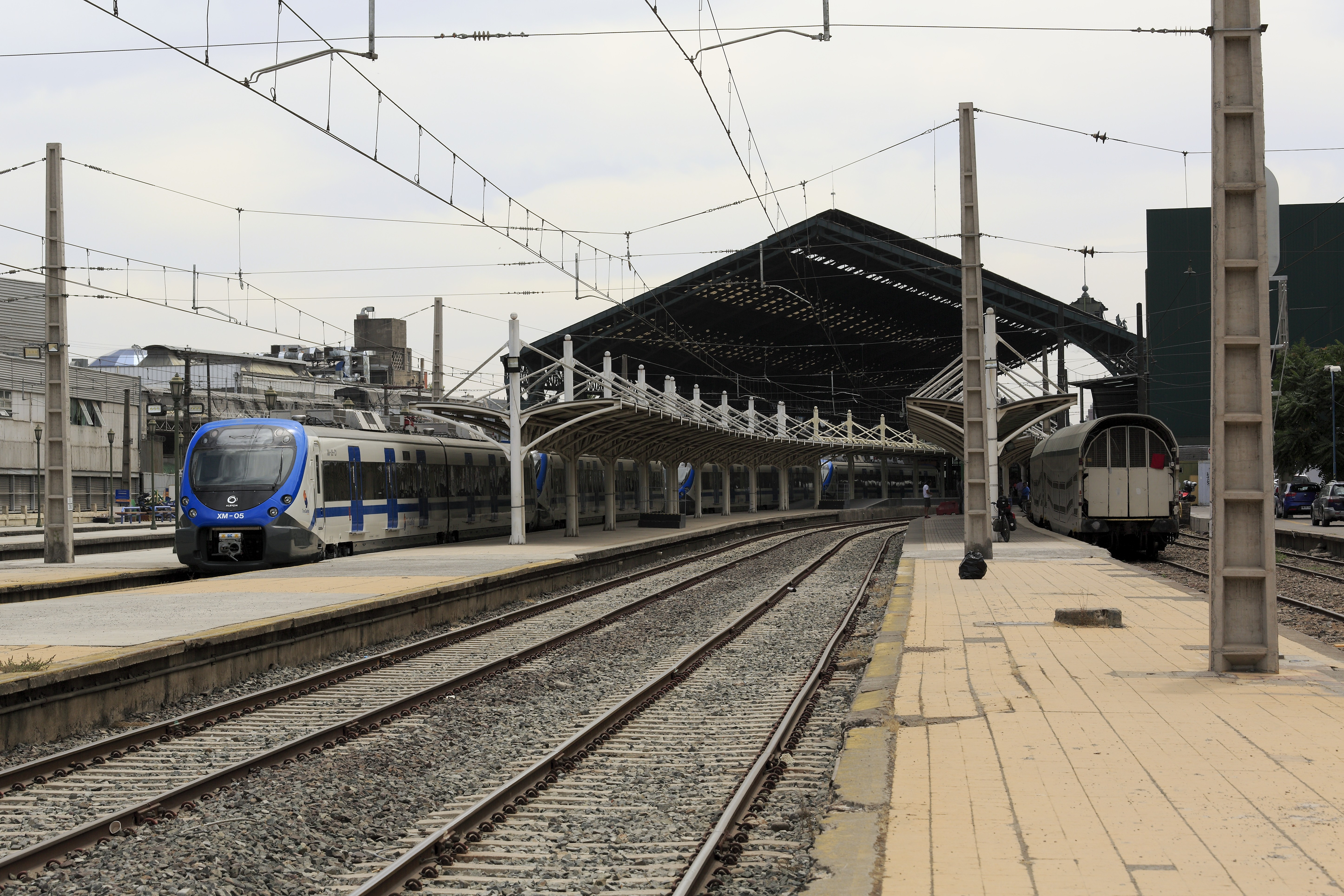
Santiago Alameda, Santiago de Chile

- Personenbahnhof[18] (Abkürzung in Deutschland Pbf, in der Schweiz PB). Gibt es an einem Ort neben einem Personenbahnhof auch einen davon getrennten Rangier- und/oder Güterbahnhof (siehe unten), können die Bahnhöfe durch entsprechende abgekürzte Namenszusätze gekennzeichnet sein (Beispiel: Kornwestheim). Beispiele verkehrlicher Sonderformen:
  - Flughafenbahnhof, beispielsweise Bahnhof Düsseldorf Flughafen,
  - Messebahnhof, beispielsweise Bahnhof Hannover Messe/Laatzen,
  - Fürstenbahnhof, in der Regel ein besonderes Bauteil eines Personenbahnhofs, selten auch als eigener Bahnhof, beispielsweise Bahnhof Potsdam Park Sanssouci

##### Hauptbahnhof
In einer Reihe von größeren Orten mit mehreren Bahnhöfen wird der wichtigste Personenbahnhof des Ortes als Hauptbahnhof bezeichnet.

##### Unterscheidung nach Zuggattungen
Vor allem in Deutschland, teilweise auch in Österreich werden Personenbahnhöfe nach den Zuggattungen der in ihnen haltenden Zügen bezeichnet. Stationen, in der Züge des Schienenpersonenfernverkehrs (SPFV) halten (etwa ICE oder IC) werden als Fernbahnhof bezeichnet. Im Regelfall verkehren dort normalerweise auch Zuggattungen des Nahverkehrs. Bahnhöfe, an denen Züge des Schienenpersonennahverkehrs halten, werden als Regionalbahnhof bezeichnet, von S-Bahnen bediente Stationen als S-Bahnhof.

##### Besonderheiten in Deutschland
Die DB InfraGO teilt sämtliche von ihr betriebenen Personenbahnhöfe und -haltepunkte in sieben Preisklassen ein, vom stark frequentierten Großstadthauptbahnhof (Preisklasse 1) bis hin zum kleinen Landhalt (Preisklasse 7). Die Preise haben Eisenbahnunternehmen zu zahlen, wenn sie den Bahnhof nutzen.
Daneben gibt es seit 2018 die Einstufung als Metropolbahnhof, die alle Bahnhöfe in Deutschland erhalten, die täglich über 50 000 Besucher haben. Das sind u. a. die Hauptbahnhöfe großer Städte, aber auch Knotenpunkte des S-Bahn-Verkehrs.

#### Güterverkehr

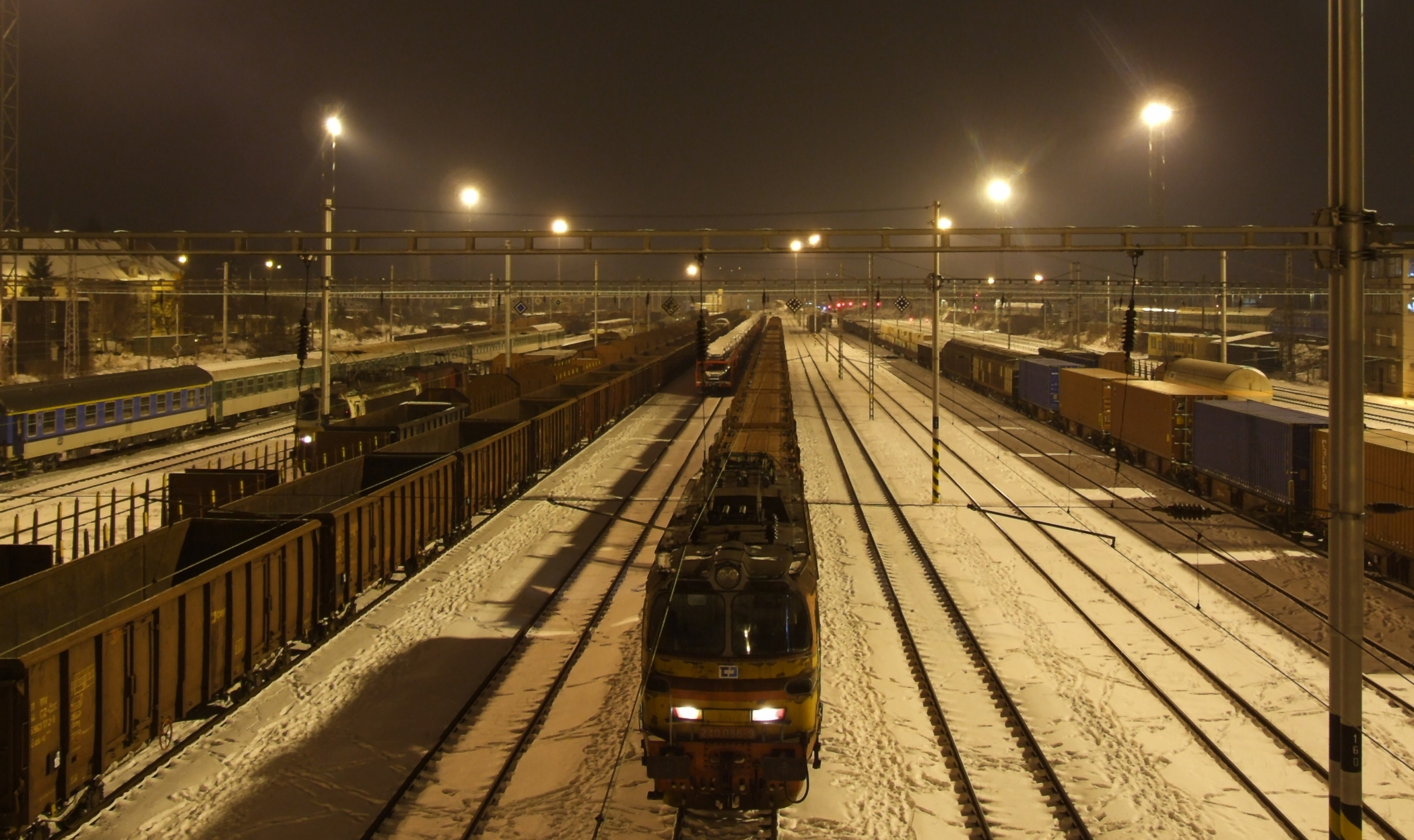
Güterbahnhof in Budweis

- Güterbahnhof (Abkürzung in Deutschland Gbf, in der Schweiz GB)
  - Containerbahnhof für den Güterumschlag zwischen Eisenbahn und anderen Verkehrsträgern
  - Hafenbahnhof für den Güterumschlag zwischen Eisenbahn und Wasserstraßen, beispielsweise Kleinhüningen Hafen in Basel, selten auch mit Personenverkehr zum Umstieg auf ein Passagierschiff, beispielsweise Bahnhof Emden Außenhafen,
  - Eilgutbahnhof, die Deutsche Reichsbahn, in ihrer Anfangszeit auch die Deutsche Bundesbahn sowie andere Eisenbahnen beispielsweise in Frankreich und Italien unterhielten ein Eilgut- oder Expressgutnetz, für das eigene Bahnhöfe oder Bahnhofsteile benutzt wurden. Beispielsweise sind die Bahnsteige 12–14 in Karlsruhe Hauptbahnhof anstelle einer Eilgutabfertigung entstanden.
  - Postbahnhof, die Postbeförderung wurde bis zu ihrer Verlagerung auf die Straße in Reise- oder eigenen Postzügen durchgeführt,
  - nicht öffentlicher Werks-, Industrie- oder Zechenbahnhof, beispielsweise BASF in Ludwigshafen

#### Personen- und Güterverkehr

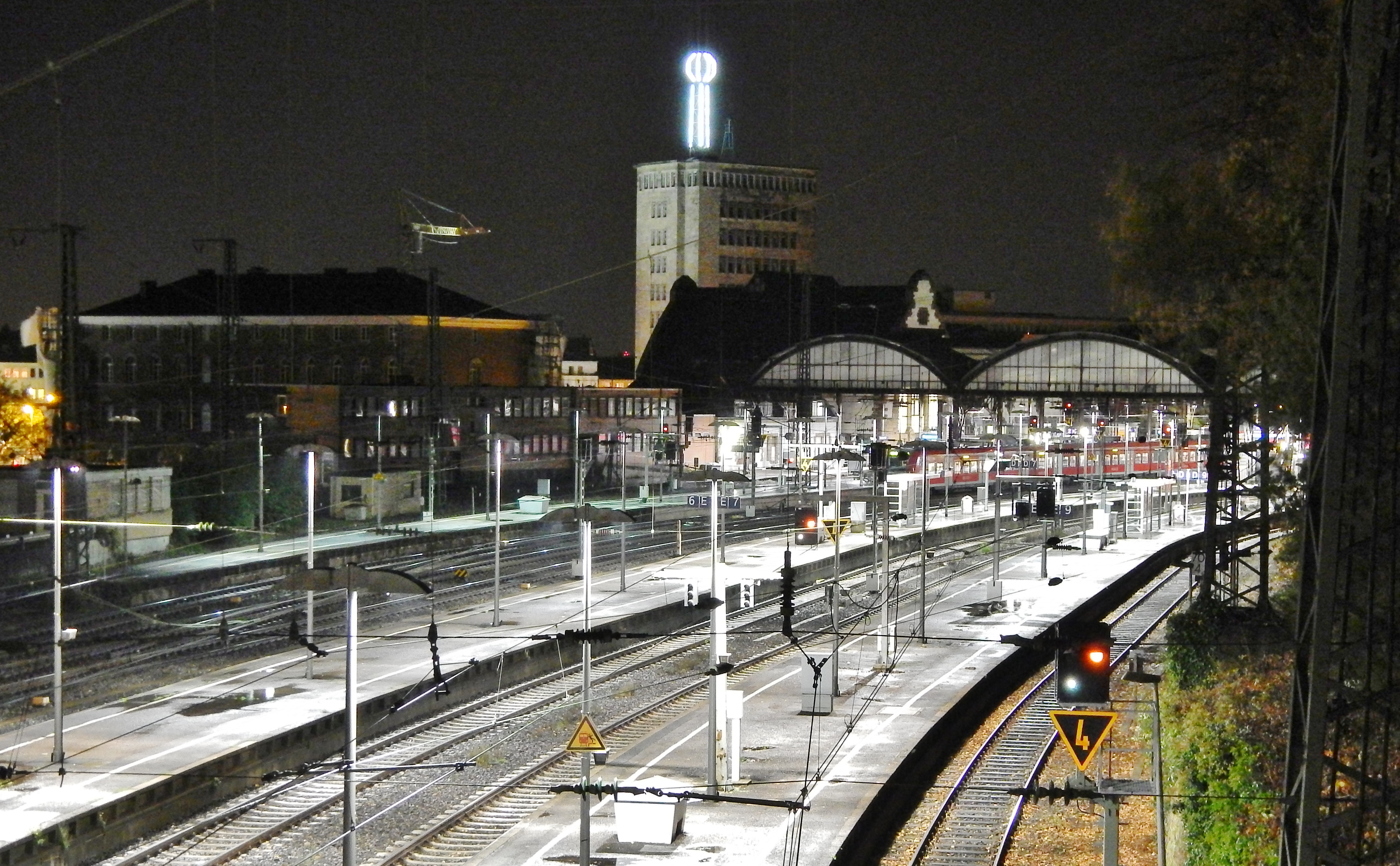
Aachen Hbf

- Eisenbahnknoten, wichtige Verknüpfung verschiedener Strecken
- Grenzbahnhof, beispielsweise Aachen Hbf, und der funktional ähnliche
- Transitbahnhof
- Übergabebahnhof – ein Bahnhof, in dem Güterzüge oder Wagengruppen an einen anderen Güterverkehrsbetreiber übergeben werden
- Fährbahnhof – an der Küste eines Flusses, eines Sees oder des Meeres, der unmittelbar in einen Fähranleger übergeht, sodass Eisenbahnfahrzeuge auf entsprechende Fähren auffahren und übergesetzt werden können, Beispiele: Puttgarden, Messina
- Hafenbahnhof

#### Betriebsbahnhof

Skizze zur Verlegung des Miltenberger Bahnhofs

- Betriebsbahnhof, beispielsweise Bahnhof Goetheweg, ehem. Betriebsbahnhof Berlin-Schöneweide (heute Bahnhof Berlin-Johannisthal)
  - Rangierbahnhöfe, beispielsweise Rangierbahnhof Maschen, gibt es als Gefälle- oder Flachbahnhof, je nachdem, ob ein Teil des Rangierbetriebs mit Schwerkraft durchgeführt wird. Ein Gefällebahnhof liegt vor, wenn dessen Gleise durchschnittlich mehr als 7 ‰ geneigt sind.[19] Diese Bauart ist selten. Beispiele dafür sind: Rangierbahnhof Nürnberg, Bahnhof Dresden-Friedrichstadt, Zwickau (Sachs) Hauptbahnhof, Bahnhof Duisburg-Hochfeld Süd und Bahnhof Chemnitz-Hilbersdorf (stillgelegt).
  - Abstellbahnhof für nicht genutzte Eisenbahnfahrzeuge, deren Wartung und Versorgung.
  - Lokkehrbahnhof für Schiebelokomotiven, um die Leistungsfähigkeit eines Streckenabschnitts zu erhöhen.
Lokkehrbahnhof Seewiese: auf der Odenwaldbahn zwischen Osterburken und Lauda. Ursprünglich Blockstation 96 (zwischen Eubigheim und Uiffingen) wurde in den 1930er Jahren mit einem Lokwartegleis und Überleitgleis ausgestattet, er war mit Einfahr- und Ausfahrsignalen gesichert.[20]
Lokkehrbahnhof Dornstadt: mit Einheitsstellwerk ausgestattet[21]
Lokkehrbahnhof Mönchsbrunnen: auf der Bahnstrecke Stuttgart–Horb, km 20,6 gelegen
Kehrbahnhof Lerchenberg: zwischen Kornwestheim Pb-Rbf und Untertürkheim Gbf

#### Mehrere Funktionen

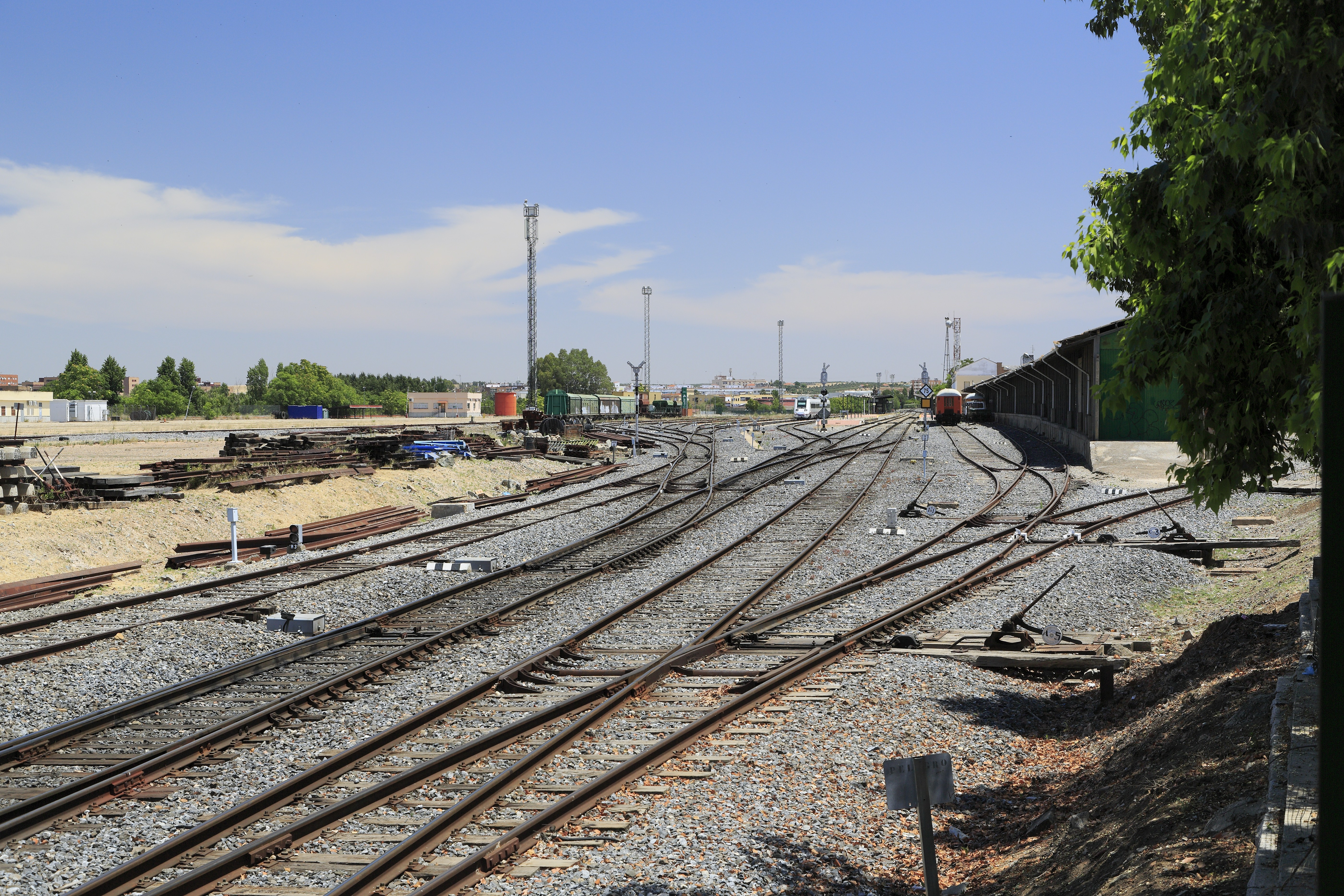
Bahnhof Mérida (Spanien) von Westen, Gleisanlagen von links nach rechts: Ladestraße, Güterzugsgleise, Bahnsteiggleise, ehemaliger Güterschuppen.

Bahnhofsanlagen können aus mehreren Teilen unterschiedlicher Funktion zusammengesetzt sein: So liegen beispielsweise Güter- oder Abstellbahnhöfe bei kleinen und mittleren Bahnhöfen meistens unmittelbar neben oder auch häufig direkt hinter dem Personenbahnhof. Vielen größeren und manchen mittleren Bahnhöfen ist oder war ein Bahnbetriebswerk angeschlossen. In den größten Eisenbahnkomplexen sind oft mehrere Bahnhöfe unterschiedlicher Funktion getrennt voneinander angelegt, zum Beispiel in Mannheim der Hauptbahnhof und der Rangierbahnhof.
In den Anfangsjahren der Eisenbahn wurden Bahnhöfe in Deutschland häufig an Wasserstraßen angelegt, um den Bahntransport mit dem zu dieser Zeit gut ausgebauten Flusstransportverkehr zu verbinden. Nachdem die ersten Knotenpunkte der Eisenbahnen entstanden, wurde die Forderung nach der Projektierung der Bahnhöfe unter logistischen Gesichtspunkten gestellt. Der Ingenieur und Direktor der sächsischen Eisenbahnverwaltung Max Maria von Weber stellte dazu die ersten verbindlichen Regeln auf, die später allgemein anerkannt wurden.

### Spezielle Funktionen

#### Gemeinschaftsbahnhof

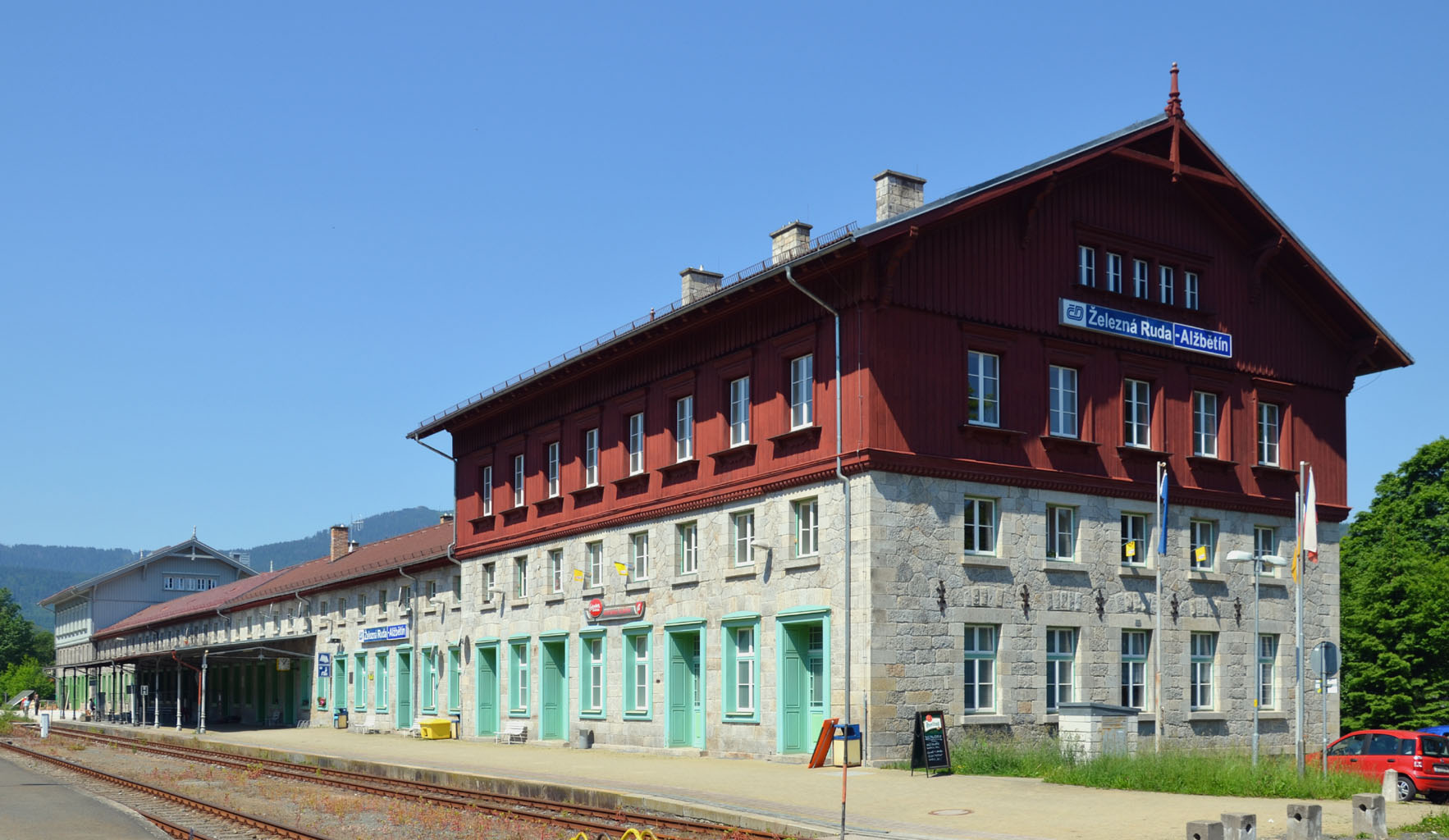
Bahnhof Bayerisch Eisenstein: unterschiedliche Gestaltung des Empfangsgebäudes durch die beiden Eigentümer verweist auf die Grenze zwischen Deutschland (hinten) und Tschechien (vorne)

In einem Gemeinschaftsbahnhof trifft die Infrastruktur mehrerer Eisenbahninfrastrukturunternehmen aufeinander. Einige Grenzbahnhöfe sind Gemeinschaftsbahnhöfe. Entweder werden die Anlagen gemeinsam genutzt oder jedes Unternehmen hat – ganz oder teilweise – eigene Anlagen, die ausschließlich von ihm genutzt werden. Ein besonders eindrucksvolles Beispiel für einen Gemeinschaftsbahnhof ist der Bahnhof Bayerisch Eisenstein, bei dem die Staatsgrenze das Empfangsgebäude hälftig teilt. Als die privaten Bahngesellschaften aufhörten, jeweils eigene Kopfbahnhöfe zu bedienen, entstanden oft Gemeinschaftsbahnhöfe, in den USA und Kanada oft (noch heute) Union Station genannt.

#### Spurwechselbahnhof
Ein Spurwechselbahnhof besteht in der Regel aus zwei Bahnhöfen oder Bahnhofsteilen mit Gleisen verschiedener Spurweiten. Dort müssen entweder die Reisenden umsteigen und das Ladegut umgeladen werden oder es besteht die Möglichkeit, Fahrzeuge umzuspuren. Beispiele für solche Umspurbahnhöfe: Brest Passaschyrski, im Fährhafen Sassnitz oder Zweisimmen; Beispiele für Umladebahnhöfe: Galați Transbordare (wörtliche deutsche Übersetzung: Umladen) in Rumänien oder Landquart in der Schweiz. In vielen Spurwechselbahnhöfen, beispielsweise in den Bahnhofspaaren Hendaye/Irún und Cerbère/Portbou an der Grenze zwischen Frankreich und Spanien, bestehen beide Möglichkeiten.

#### Systemwechselbahnhof
In einem Systemwechselbahnhof, auch Zweisystembahnhof oder Stromwechselbahnhof genannt, wechselt die Fahrdrahtspannung, -stromart oder Frequenz für elektrische Triebfahrzeuge (Systemtrennstelle). Werden keine Mehrsystemfahrzeuge eingesetzt, muss hier bei durchlaufenden Zügen für die Weiterfahrt ein Lokwechsel erfolgen. Häufig sind Systemwechselbahnhöfe gleichzeitig Grenzbahnhöfe. Ein Beispiel ist der Bahnhof Brennero/Brenner auf der Brennerbahn an der Grenze zwischen Österreich und Italien. Seitdem mehrsystemfähige Triebfahrzeuge keine teuren Sonderkonstruktionen mehr darstellen, nimmt die Zahl der Systemwechselbahnhöfe durch Verlegen der Systemtrennstellen auf die freie Strecke tendenziell ab.

#### Keine betrieblichen Funktionen
Zu den Bahnhöfen ohne betriebliche Funktion zählt die seltene Gattung des Scheinbahnhofs. Dazu zählt die Bahnhofsattrappe Brasilien, die im Zweiten Weltkrieg Bombenangriffe vom Hauptbahnhof Stuttgart ablenken sollte.

##### Kulturbahnhof
Bisweilen werden Bahnhofsgebäude, insbesondere wenn sie nicht, wenig oder kaum genutzt sind, seit Mitte der 1990er Jahre als Kulturbahnhof genutzt. In diesen werden Ausstellungen, Theateraufführungen oder Filme gezeigt, Bücher verliehen, Esskultur zelebriert, Künstlern Ateliers zur Verfügung gestellt, Initiativen/Vereine, Diskotheken untergebracht. Oft stehen diese Gebäude unter Denkmalschutz. Beispiele sind
- Gare du Nord (Basel), Bahnhof für Neue Musik
- Hamburger Bahnhof – Nationalgalerie der Gegenwart (Berlin)
- Kulturzentrum Bahnhof-Langendreer (Bochum)
- Bahnhof Düsseldorf-Eller
- Bahnhof Ebernburg
- Kulturbahnhof Grevenbrück
- Bahnhof Hamburg-Harburg#Kulturbahnhof
- Bahnhof Heidelberg-Altstadt
- Kulturbahnhof Jena
- Kassel Hauptbahnhof
- Bahnhof Kell am See
- Bahnhof Kreuztal
- Giesinger Bahnhof (München)
- Bahnhof Münster-Hiltrup
- Neulußheim: Kulturtreff Alter Bahnhof
- Bahnhof Overath
- Bahnhof Radebeul Ost
- Arp Museum Bahnhof Rolandseck
- Bahnhof Seidingstadt an der Heldburger Bahn
- Stattbahnhof in Schweinfurt Stadt
- Bahnhof Spalt[22] am Spalter Bockl
- „Bildhauer-Bahnhof Sperenberg“
- Hundertwasser-Bahnhof Uelzen
- Bahnhof Weimar
- Eisenbahnplakat-Museum im Bahnhof Westerburg
- Wien Hauptbahnhof
- Worpswede
- Bahnhof Wuppertal-Vohwinkel

In Paris ist das Gare d’Orsay zu nennen.

##### Draisinenbahnhof
Siehe Freizeittourismus mit Draisinen
und Liste von Draisinenstrecken.

## Geschichte

### Anfangsphase

Bahnhof der Großherzoglich Badischen Staatseisenbahnen in Mannheim, 1840

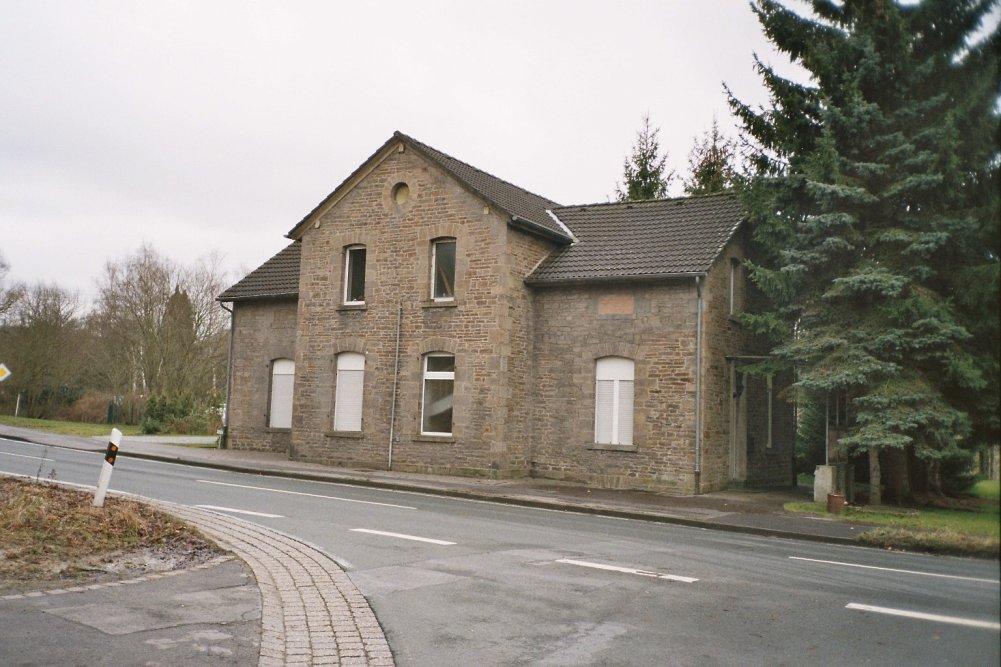
Ein altes Bahnhofsgebäude der Prinz-Wilhelm-Eisenbahn-Gesellschaft, zwischen Velbert-Neviges und Wuppertal-Vohwinkel an der ehemaligen Spitzkehre, genannt Kopfstation

Bahnhöfe wurden für den Betrieb einer Eisenbahn sofort notwendig, da die Fahrzeuge abgestellt werden – daher die deutsche Bezeichnung: Bahn-Hof –, Züge gebildet und Reisenden und Gütern eine Gelegenheit gegeben werden musste, die Züge zu erreichen. Erste Vorbilder waren hinsichtlich der Empfangsgebäude die Relaisstationen des Postverkehrs, die ebenfalls Warteräume und Fahrschein-Ausgaben beherbergten. Da Züge aber länger als Postkutschen und die Zahl der Reisenden höher waren, kamen bald Bahnsteige, Bahnsteigüberdachungen und – vor allem in den großen Endbahnhöfen – Bahnsteighallen hinzu.
Da in der Anfangszeit der Eisenbahn das reisende Publikum mit der neuen Technik noch nicht vertraut war und deren Gefahren unterschätzte – oder die Eisenbahnverwaltungen davon zumindest ausgingen – wurde der Kontakt zwischen den Reisenden und den Zügen streng reglementiert: Reisende durften den Bahnsteig erst betreten, wenn der Zug dort zum Stehen gekommen war. In manchen europäischen Ländern wurde dies aber weit liberaler gehandhabt. Während Reisende etwa in Frankreich oder Bayern vor Abfahrt förmlich in die Wartesäle eingesperrt wurden, konnten sich Reisende im englischen Bahnsystem stets frei auf dem gesamten Bahnhof bewegen. Letzte Relikte dieser Reisendensicherung waren die – in der Bundesrepublik Deutschland erst in den 1970er Jahren abgeschafften – Bahnsteigsperren. Ferner wurden die Reisenden, bevor sich ein Zug in Bewegung setzte, in den Wagen eingeschlossen. In Großbritannien gab es teilweise noch bis nach der Jahrtausendwende an manuell zu betätigenden Einstiegstüren von Reisezugwagen auf der Innenseite keine Türklinke (man musste das Türfenster öffnen und den außen angebrachten Türgriff betätigen). Nach dem Eisenbahnunfall von Versailles am 8. Mai 1842, bei dem es über 50 Tote gab, weil sich die Reisenden nicht mehr aus den brennenden Wagen befreien konnten, wurde darauf bald verzichtet. Die baulichen Maßnahmen für einen möglichst strengen Ausschluss von Nichtberechtigten beim Betreten des Bahnhofsgeländes wurden aber beibehalten. In Syrien wird beispielsweise noch heute auch jeder neu gebaute Bahnhof von einer Mauer umgeben, und die Ein- und Ausfahrtsgleise werden durch verschließbare Tore gesichert. Die Bahnhofsgebäude aus den allerersten Jahren der Eisenbahn waren vorrangig an technischen Notwendigkeiten orientiert und oft bescheiden dimensioniert und ausgeführt. Ein Beispiel dafür waren die weitestgehend in Holz errichteten Empfangsanlagen der Ludwigseisenbahn, der ersten deutschen Eisenbahn von Nürnberg nach Fürth. Empfangsgebäude dieser Strecke sind heute nicht mehr erhalten. Bereits wenige Jahre später entstanden dann aber bereits repräsentative Bahnhofsbauten, wie etwa der 1839 eröffnete Bahnhof Müngersdorf bei Köln.

### 1850 bis 1880

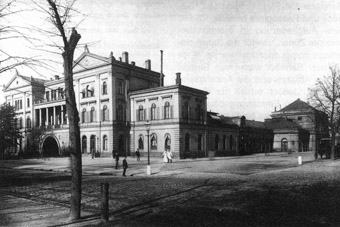
Erster Bahnhof Hamburg-Altona, Straßenseite, das halbkreisförmige Portal führte zu einer Drehscheibe vor dem Gebäude zum Wenden der Lokomotiven

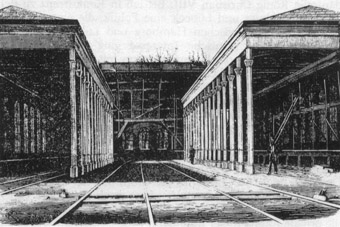
Erster Bahnhof Hamburg-Altona, mittlere Gleise zum Umsetzen der Lokomotiven, Bahnsteiggleise und Bahnsteige überdacht

Die Empfangsgebäude der Bahnhöfe waren allerdings die repräsentativsten und gegenüber der Öffentlichkeit und den Reisenden publikumswirksamsten Orte für die Selbstdarstellung der Eisenbahngesellschaften. Hinzu trat, dass die Eisenbahn in dieser Zeit den Fortschritt symbolisierte und ein großer wirtschaftlicher Erfolg war. Deshalb wurden dort, wo eine größere Öffentlichkeit zu erwarten war, in der zweiten Phase des Bahnhofsbaus (ca. 1850–1880) hoch repräsentative Empfangsgebäude geschaffen, zum Teil auch mit Sondereinrichtungen, wie gesonderten Wartebereichen für Höchste und Allerhöchste Herrschaften (Fürstenbahnhof). Aber auch die Empfangsgebäude der Provinzbahnhöfe wurden aufwändig gestaltet. Typische Beispiele dieser zweiten Phase waren der erste Bahnhof der Ludwig-Süd-Nord-Bahn in Nürnberg, der zweite Bahnhof in Nürnberg, der in neugotischem Stil errichtet wurde oder das alte, später an anderer Stelle ersetzte Empfangsgebäude in Würzburg. Ein noch betriebener Großbahnhof dieser Zeit ist Augsburg Hauptbahnhof und der alte Breslauer Hauptbahnhof in Tudorstil.

### 1880 bis 1914

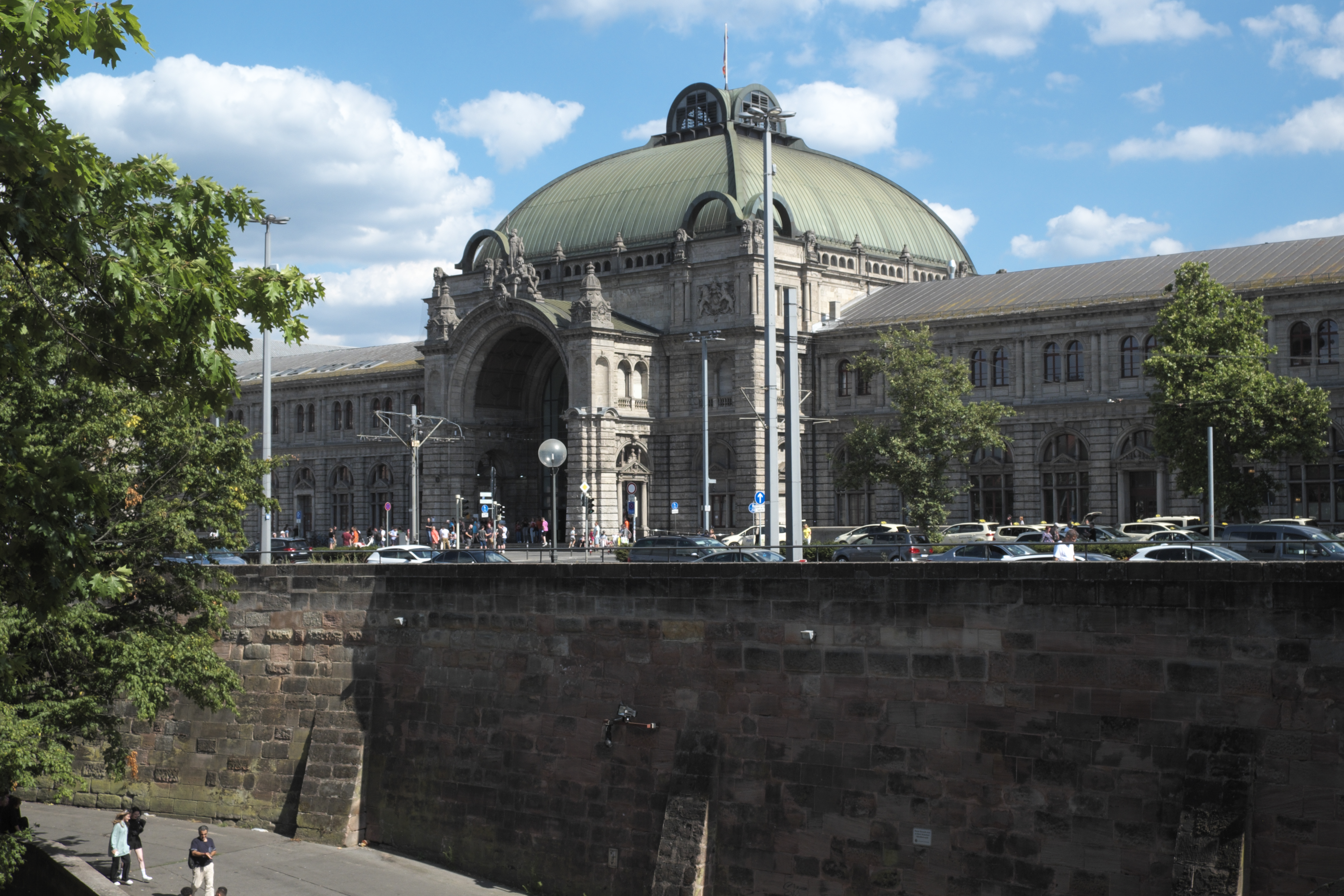
Dritter Nürnberger Bahnhof

Der zunehmende Bahnverkehr sprengte die Dimensionen der in der Mitte des 19. Jahrhunderts entstandenen Bahnanlagen bereits am Ende des Jahrhunderts. Hinzu kam, dass in dieser Zeit die städtischen Zentren enorm expandierten und dort die alten Bahnanlagen zu einem städtebaulichen Hindernis wurden. Deshalb wurden entweder nur die Empfangsgebäude ersetzt (beispielsweise in Nürnberg 1906 beim dritten Nürnberger Bahnhof) oder aber der ganze Bahnhof an den (damaligen) Stadtrand verlegt: Frankfurt (Main) Hauptbahnhof, Wiesbaden Hauptbahnhof, Bahnhof Hamburg-Altona oder Karlsruhe Hauptbahnhof. Eine dritte Möglichkeit war, dass Bahnhöfe (einstmals) unterschiedlicher Bahngesellschaften in einem neuen zusammengefasst wurden (Düsseldorf Hauptbahnhof, Leipzig Hauptbahnhof, Darmstadt Hauptbahnhof). Selbiges galt auch für Halle (Saale), wo zudem der erste deutsche Personentunnel errichtet wurde.

### 1914 bis 1960

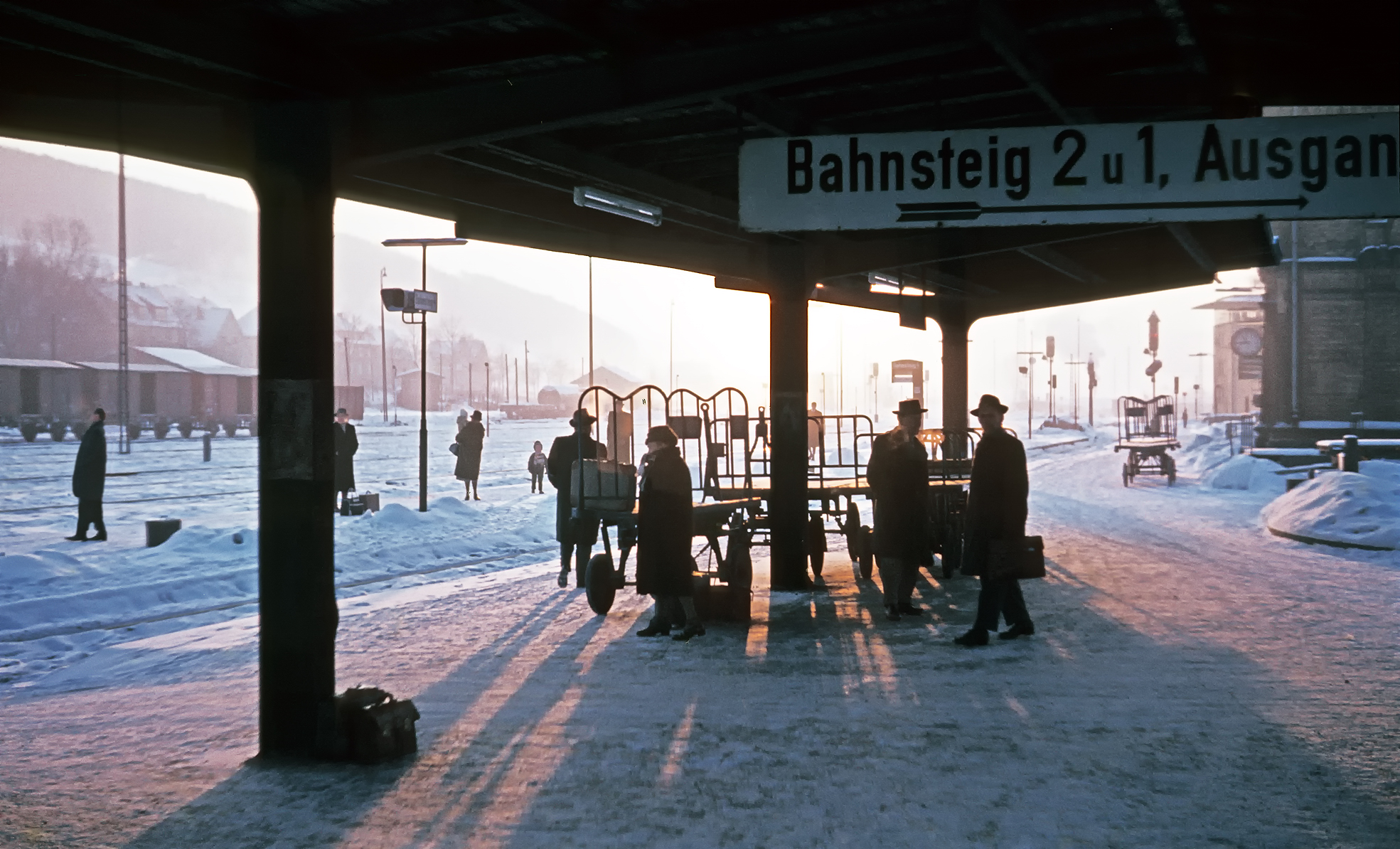
Bahnhof Kreiensen, 16. Januar 1963 morgens

Aufgrund der in diesem Zeitraum aufkommenden Konkurrenz zum Eisenbahnverkehr wurde die Gestaltung der Bahnhöfe nun auf Einsparungen im Betrieb gerichtet. Hierzu zählte vor allem das Beseitigen von Kopfbahnhöfen, die bei schneller werdendem Verkehr und der Umstellung auf langlaufende elektrische und dieselgetriebene Lokomotiven zunehmend betriebliche Hindernisse darstellten. So wurden vor allem nach dem Zweiten Weltkrieg zahlreiche Kopfbahnhöfe durch Neubauten ersetzt: Kempten (Allgäu) Hauptbahnhof, Heidelberg Hauptbahnhof oder Braunschweig Hauptbahnhof, eine Tendenz, die sich weiter fortsetzte (Miltenberg Hauptbahnhof oder Ludwigshafen Hauptbahnhof) und bis heute fortsetzt (Bahnhof 21, darunter beispielsweise Stuttgart 21 oder Lindau 21).
Die Jahrzehnte nach dem Zweiten Weltkrieg bedeuteten deshalb für die Bahnhofskultur meist Rückbau, zum Teil auch einfach Verfall. Hinzu traten an manchen Stellen Neubauten von fragwürdiger architektonischer, baulicher oder verkehrlicher Qualität (beispielsweise Bahnhof Kassel-Wilhelmshöhe), mit historischen Gebäuden dagegen wurde lieblos umgegangen. So blieb beispielsweise in der Gleishalle des Hauptbahnhofs von Frankfurt (Main) 60 Jahre lang die provisorische, kriegsbedingt entstandene Bretterverkleidung der halben Dachfläche erhalten. Gerade in der Fläche verfielen Bahnhöfe nach Streckenaufgabe zusehends, die Empfangsgebäude oft auch an den noch betriebenen Strecken.

### Neuere Entwicklungen

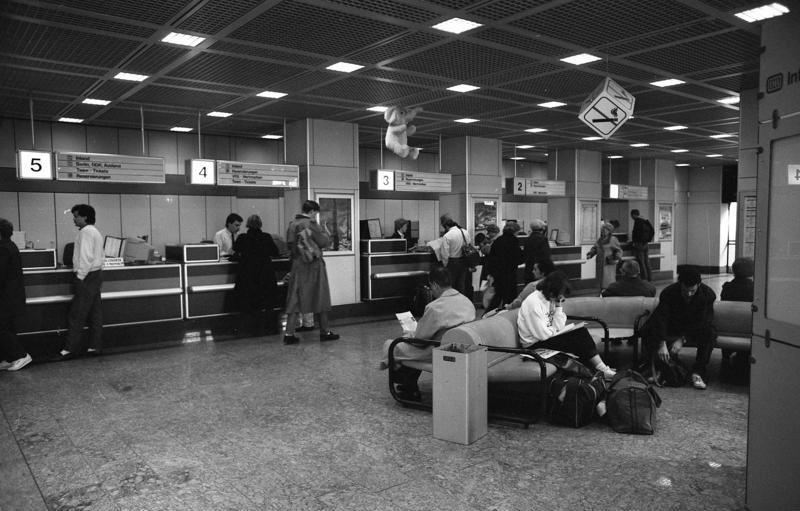
Schalterhalle in Bonn, 1989

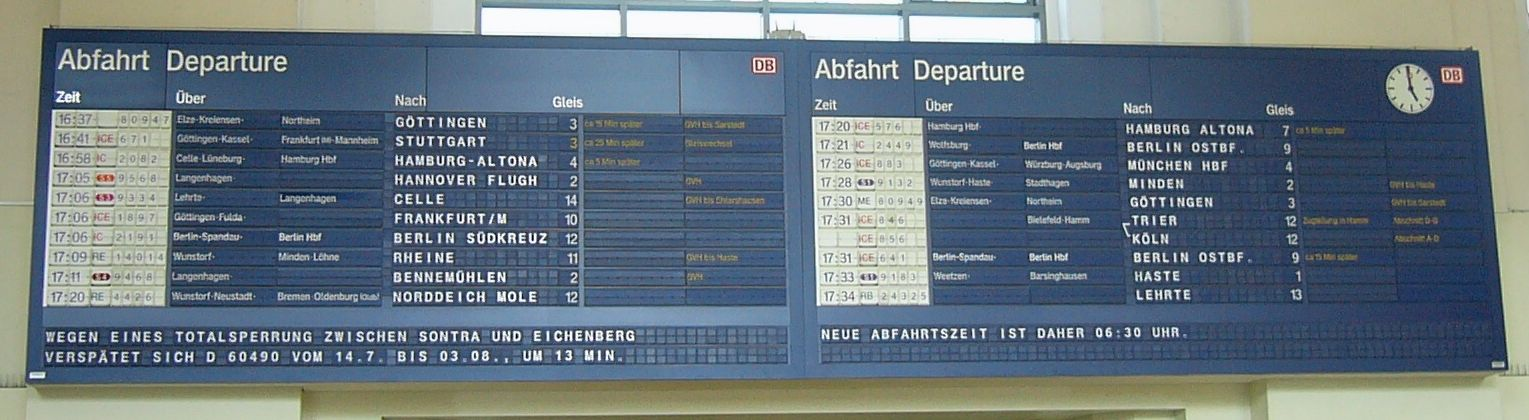
Zugzielanzeiger älterer Bauart mit Fallblattanzeige (Hannover Hbf, 2006)

Zusammen mit der allmählich aufkommenden Erkenntnis, dass die Vernachlässigung der Eisenbahn verkehrspolitisch nicht wünschenswert ist, verstärkte sich im letzten Viertel des 20. Jahrhunderts auch wieder das Interesse an Bahnhöfen. Neubauten größerer Bahnhöfe gab es nur wenige und sie erfolgten meist an den neuen Strecken des Hochgeschwindigkeitsverkehrs oder an Flughäfen. Die beiden wichtigsten Ausnahmen und echte Neubauten von Grund auf, platziert an der Stelle ehemaliger Stadtteilbahnhöfe, waren die zwei Hauptstadtbahnhöfe Berlin Hauptbahnhof (eröffnet 2006) und Wien Hauptbahnhof (eröffnet 2014).
Vereinzelt wurden Bahnhöfe auch durch Neubau geringfügig verlegt. Üblicher waren Ersatzbauten an Stelle alter Empfangsgebäude, oft unter Einbeziehung historischer Bausubstanz. Die mit Abstand häufigste Baumaßnahme war die Grundsanierung historischer Bahnhöfe, meistens unter völliger Entkernung, die mit einem Neubau vergleichbar ist. Nach Jahrzehnten der Unterfinanzierung wurde ab circa 1990 in zahlreichen Ländern eine Reihe von Kraftakten unternommen, um den Investitionsrückstau zu beseitigen.
Bei Neubauten oder Sanierungen werden in Empfangsgebäuden nahezu immer große Vermarktungsflächen geschaffen. Große Empfangsgebäude erwirtschaften für ihre Betreiber heute vor allem Geld als Gewerbeimmobilie, weniger als Verkehrsstation.
Die Entwicklung in der Fläche ist von Rationalisierungsmaßnahmen geprägt. Gleisanlagen vieler Bahnhöfe wurden stark verkleinert und dabei auch Bahnhöfe zu Haltepunkten zurückgebaut. Die Besetzung von Bahnhöfen mit Personal endet häufig durch den Anschluss von Strecken an zentral gesteuerte Elektronische Stellwerke. Fahrkarten werden oftmals ausschließlich an Automaten verkauft.
Auf der anderen Seite werden auch und gerade in der Fläche mit enormem Aufwand Bahnhöfe saniert. Dabei werden Bahnsteige auf Standardhöhe gebracht, um den niveaugleichen Einstieg zu ermöglichen. Aufzüge oder Flachrampen entstehen, um die Bahnsteige barrierefrei zugänglich zu gestalten. Wo es höhengleiche Gleisquerungen gibt, werden Unterführungen geplant und gebaut. In der Schweiz müssen laut dem Behindertengleichstellungsgesetz sämtliche bestehenden Bahnhöfe ab dem 1. Januar 2024 behindertengerecht sein.
Im Rahmen des „Betrieblichen Zielbildes 2.0“ plant DB Netz, um 2035 die Trennung von freier Strecke und Bahnhof aufzulösen.

## Superlative
- Als von Reisenden meistfrequentierter Bahnhof der Welt gilt der Bahnhof Shinjuku in Tokio, praktisch ein reiner Pendlerbahnhof mit täglich ein bis vier Millionen Passagieren.[25]
- Als von Zügen meistfrequentierter Bahnhof der Welt gilt Zürich Hauptbahnhof, über 2900 Züge passieren den Bahnhof täglich.[26]
- Der älteste Bahnhof der Welt liegt in Stockton-on-Tees.[27]
- Der höchstgelegene Bahnhof der Welt ist Tanggula (Tibet), 5068 m, an der Lhasa-Bahn.
- Der höchstgelegene Bahnhof Europas ist das Jungfraujoch (Schweiz), 3454 m, Endstation der Jungfraubahn; der höchstgelegene Bahnhof einer reinen Adhäsionsbahn Ospizio Bernina (Schweiz), 2253 m, Station der Berninabahn.
- Der höchstgelegene Bahnhof Deutschlands ist Schneefernerhaus, 2650 m, Endstation der Zugspitzbahn; der höchstgelegene Bahnhof einer Adhäsionsbahn ist der Bahnhof Brocken, 1125 m. Der höchste Bahnhof einer Normalspurbahn befindet sich mit 967 m an der Dreiseenbahn (Feldberg-Bärental). Höchster Bahnhof Deutschlands an einer Hauptbahn ist mit 806 m der Bahnhof Sankt Georgen an der Badischen Schwarzwaldbahn.
- Die größten Rangierbahnhöfe der Welt sind der Bailey Yard bei North Platte (Nebraska, USA), gefolgt vom größten europäischen Rangierbahnhof Maschen Rangierbahnhof bei Hamburg.
- Die größte und längste Bahnsteighalle Europas hat der 1931 errichtete Bahnhof Milano Centrale.
- Die größte Gebäudegrundfläche Deutschlands besitzt mit 83.640 Quadratmetern der Bahnhof Leipzig Hauptbahnhof.
- Die ältesten erhaltenen Bahnhofsgebäude Deutschlands sind:
  - 1839: Bahnhof Müngersdorf (Haus Belvedere) in Köln-Müngersdorf (Nordrhein-Westfalen, Köln)
  - 1840: Bahnhof Vienenburg und Bahnhof Schladen (Niedersachsen, Landkreis Goslar)
  - 1841: Alter Bahnhof Wittenberg (Sachsen-Anhalt)
  - 15. Mai 1842: Bahnhof Niederau (Freistaat Sachsen)
  - Der Bayerische Bahnhof in Leipzig (Inbetriebnahme 1842) ist der älteste, allerdings nur noch hochbauseitig erhaltene Kopfbahnhof Deutschlands.
  - Das älteste noch in Betrieb befindliche Bahnhofsgebäude einer deutschen Großstadt ging 1844 in Augsburg Hauptbahnhof in Betrieb.

### Meistfrequentierte Fernbahnhöfe in Deutschland
In der folgenden Tabelle ist jeweils der meistfrequentierte Bahnhof einer Stadt aufgelistet; München, Berlin und Hamburg wären sonst mehrfach in der Liste vertreten.
| Bahnhof                                           | Reisende/Besucher pro Tag (2019) | Züge Fernverkehr pro Tag (2023) | Züge Nahverkehr pro Tag (2013, ohne S-Bahn) | Züge S-Bahn pro Tag (2013) | Bahnsteig- gleise |
| ------------------------------------------------- | -------------------------------- | ------------------------------- | ------------------------------------------- | -------------------------- | ----------------- |
| Hamburg Hauptbahnhof (S-Bahn, U-Bahn)             | 537 000                          | 366                             | 407                                         | 0982                       | 12                |
| Frankfurt (Main) Hauptbahnhof (S-Bahn, Stadtbahn) | 493 000                          | 454                             | 290                                         | 1100                       | 29                |
| München Hauptbahnhof (S-Bahn, U-Bahn)             | 413 000                          | 363                             | 597                                         | 1018                       | 34                |
| Berlin Hauptbahnhof (S-Bahn, U-Bahn)              | 329 000                          | 423                             | 326                                         | 0620                       | 14                |
| Köln Hauptbahnhof (S-Bahn, Stadtbahn)             | 318 000                          | 310                             | 521                                         | 0466                       | 11                |
| Hannover Hauptbahnhof (S-Bahn, Stadtbahn)         | 261 000                          | 414                             | 210                                         | 0204                       | 12                |
| Stuttgart Hauptbahnhof (S-Bahn, Stadtbahn)        | 255 000                          | 308                             | 426                                         | 0649                       | 18                |
| Düsseldorf Hauptbahnhof (S-Bahn, Stadtbahn)       | 246 000                          | 243                             | 450                                         | 0500                       | 16                |
| Nürnberg Hauptbahnhof (S-Bahn, U-Bahn)            | 210 000                          | 230                             | 290                                         | 0300                       | 22                |
| Essen Hauptbahnhof (S-Bahn, Stadtbahn)            | 152 000                          | 192                             | 198                                         | 0403                       | 13                |
| Bremen Hauptbahnhof (S-Bahn)                      | 147 000                          | 092                             | 450                                         | 0000                       | 09                |
| Leipzig Hauptbahnhof (S-Bahn)                     | 135 000                          | 147                             | 583                                         | 0227                       | 23                |
| Duisburg Hauptbahnhof (S-Bahn, Stadtbahn)         | 130 000                          | 224                             | 550                                         | 0160                       | 12                |
| Dortmund Hauptbahnhof (S-Bahn, Stadtbahn)         | 130 000                          | 216                             | 485                                         | 0302                       | 16                |
| Mannheim Hauptbahnhof (S-Bahn)                    | 118 000                          | 294                             | 265                                         | 0155                       | 11                |

Quelle: DB AG

### Meistfrequentierte Fernbahnhöfe in Österreich
| Bahnhof                               | Reisende pro Tag | Züge pro Tag | Bahnsteiggleise |
| ------------------------------------- | ---------------- | ------------ | --------------- |
| Wien Hauptbahnhof (S-Bahn, U-Bahn)    | 0122 800         | 01041        | 012             |
| Wien Meidling (S-Bahn, U-Bahn)        | 082 726          | 0792         | 08              |
| Linz Hauptbahnhof (S-Bahn)            | 041 775          | 0512         | 014             |
| Wiener Neustadt Hauptbahnhof (S-Bahn) | 035 392          | 0515         | 010             |
| Innsbruck Hauptbahnhof (S-Bahn)       | 031 733          | 0322         | 011             |
| Salzburg Hauptbahnhof (S-Bahn)        | 030 852          | 0430         | 011             |

Quelle: Zahlen Daten Fakten 2022/23

### Meistfrequentierte Bahnhöfe in der Schweiz
Die SBB zählt bei den Bahnhöfen die Benutzer sowie auch die Reisenden. Zu den Bahnhofsbenutzern zählen auch Kunden der Geschäfte im Bahnhof sowie Passanten, die die Bahnhofsinfrastruktur sonst nicht benutzen, sondern diesen nur durchqueren.
| Bahnhof                             | Reisende pro Tag | Benutzer pro Tag | Bahnsteiggleise |
| ----------------------------------- | ---------------- | ---------------- | --------------- |
| Zürich Hauptbahnhof (S-Bahn Zürich) | 466 800          | ref438 000       | 26              |
| Bahnhof Bern (S-Bahn Bern)          | 210 000          | 324 000          | 16              |
| Bahnhof Genf                        | 073 700          | 166 000          | 08              |
| Bahnhof Luzern (S-Bahn Luzern)      | 096 200          | 164 000          | 14              |
| Bahnhof Lausanne                    | 108 900          | 148 000          | 09              |
| Bahnhof Basel SBB (S-Bahn Basel)    | 114 200          | 133 000          | 16              |
| Bahnhof Winterthur                  | 108 000          | 117 000          | 09              |
| Bahnhof Zürich Oerlikon (s. o.)     | 085 700          | 106 000          | 08              |

Quelle: SBB Zahlen und Fakten – Reisende pro Tag und SBB Zahlen und Fakten – Benutzer pro Tag

### Größte Personenbahnhöfe der Welt
Dies ist eine Liste einiger der größten Personenbahnhöfe der Welt, absteigend geordnet nach der Anzahl der Bahnsteiggleise (ohne U-Bahn-Gleise):
| Gleise  | Bahnhof                     | Ort                      | Land                   | Notizen |
| ------- | --------------------------- | ------------------------ | ---------------------- | --- |
| 67 (44) | Grand Central Terminal      | Manhattan, New York City | Vereinigte Staaten     | 41 Gleise auf oberer Ebene, 26 Gleise auf unterer Ebene, 8 Gleise für East Side Access im unterirdischen Bahnhof Grand Central Madison (zzgl. 8 U-Bahn-Gleise), inbegriffen sind 22 Gleise, die keine oder nur Postbahnsteige besitzen |
| 34      | München Hbf                 | München                  | Deutschland            | 32 Gleise oberirdisch, 2 S-Bahn-Gleise unterirdisch (zzgl. 6 U-Bahn-Gleise) |
| 32      | Roma Termini                | Rom                      | Italien                | davon 22 Gleise in der Haupthalle, (zzgl. 4 U-Bahn-Gleise) |
| 31      | Paris Gare du Nord          | Paris                    | Frankreich             | 27 Gleise auf der Hauptebene, vier Gleise im Untergeschoss, mit 700 000 Fahrgästen täglich der meistfrequentierte Bahnhof Europas |
| 30      | Shanghai-Hongqiao           | Shanghai                 | Volksrepublik China    | flächengrößter Bahnhof Asiens, zuzüglich mehrere Gleise der Shanghai Suburban Railway und U-Bahn-Gleise |
| 30      | Zhengzhou Ost               | Zhengzhou                | China                  | |
| 30      | Napoli C                    | Neapel                   | Italien                | 24 Gleise auf der Hauptebene, 2 Gleise im unterirdischen Durchgangsbahnhof (Linie 2), 4 unterirdische Schmalspur-Gleise im Bahnhof Napoli Piazza Garibaldi (zzgl. 2 U-Bahn-Gleise)                                                     |
| 29      | Frankfurt (Main) Hbf        | Frankfurt am Main        | Deutschland            | 25 Gleise oberirdisch, 4 S-Bahn-Gleise unterirdisch (zzgl. 4 U-Bahn-Gleise, eines außer Betrieb) |
| 29      | Paris Gare de l’Est         | Paris                    | Frankreich             | |
| 28      | Paris Gare Montparnasse     | Paris                    | Frankreich             | |
| 28      | Tokio                       | Tokio                    | Japan                  | 20 Gleise oberirdisch, 8 Gleise unterirdisch (zzgl. 2 U-Bahn-Gleise) |
| 28      | Guangzhou Süd               | Guangzhou                | China                  | |
| 27      | Paris Gare Saint-Lazare     | Paris                    | Frankreich             | |
| 27 (29) | Shinjuku                    | Tokio                    | Japan                  | 16 Durchgangsgleise, 11 Kopfgleise (an vier Orten), 2 Durchgangsgleise gemeinsam mit der U-Bahn (zzgl. 4 ausschließliche U-Bahn-Gleise)                                                                                                |
| 26      | Zürich HB                   | Zürich                   | Schweiz                | 16 Gleise in der Haupthalle, 4 Gleise im unterirdischen Bahnhofsteil Löwenstrasse (seit 14. Juni 2014), 4 Gleise im unterirdischen Bahnhofsteil Museumsstrasse, 2 Gleise im unterirdischen Bahnhof SZU                                 |
| 26      | Chengdu Ost                 | Chengdu                  | China                  | |
| 25      | Madrid Atocha               | Madrid                   | Spanien                | |
| 25      | Sydney Central              | Sydney                   | Australien             | zzgl. 2 unbenutzte Gleise |
| 25      | Howrah Junction             | Haora                    | Indien                 | |
| 24      | Waterloo                    | London                   | Vereinigtes Königreich | benachbarter viergleisiger Durchgangsbahnhof „Waterloo East“ nicht mitgezählt, zzgl. 4 U-Bahn-Linien |
| 24      | Kapstadt                    | Kapstadt                 | Südafrika              | |
| 24      | Milano Centrale             | Mailand                  | Italien                | |
| 24      | Peking Süd                  | Peking                   | Volksrepublik China    | |
| 23      | Nürnberg Hbf                | Nürnberg                 | Deutschland            | größter Durchgangsbahnhof Europas (zzgl. 4 U-Bahn-Gleise) + Gleis 30 |
| 23      | Leipzig Hbf                 | Leipzig                  | Deutschland            | 19 Kopfgleise in der Haupthalle, 2 Außenbahnsteige außerhalb der Bahnhofshalle, 2 Durchgangsgleise im Citytunnel, flächenmäßig größter Kopfbahnhof Europas                                                                             |
| 23      | Paris Gare de Lyon          | Paris                    | Frankreich             | |
| 23      | Venezia Santa Lucia         | Venedig                  | Italien                | |
| 22      | Ōmiya                       | Saitama                  | Japan                  | |
| 22      | Nagoya                      | Nagoya                   | Japan                  | |
| 22      | Bruxelles-Midi/Brussel-Zuid | Brüssel                  | Belgien                | davon 6 Gleise für Fernverkehr und 2 Gleise für Eurostar (zzgl. 4 U-Bahn-Gleise) |
| 21      | Madrid Chamartín            | Madrid                   | Spanien                | 8 Regel- und 13 Breitspurgleise, davon 4 Vorortgleise |
| 21      | Paris Gare d’Austerlitz     | Paris                    | Frankreich             | |
| 21      | Pennsylvania Station        | Manhattan, New York City | Vereinigte Staaten     | (zzgl. 2 U-Bahn-Stationen mit je 4 Gleisen) |
| 21      | Hoboken                     | Hoboken, New Jersey      | Vereinigte Staaten     | 18 Gleise der New Jersey Transit, 3 Gleise der Hudson-Bergen Light Rail (zzgl. 3 U-Bahn-Gleise PATH) |
| 21      | Ueno                        | Tokio                    | Japan                  | 12 Gleise auf oberer Ebene, 5 Gleise auf unterer Ebene, 4 Schnellbahngleise unterirdisch (weitere 4 Gleise im benachbarten Bahnhof Keisei Ueno, zzgl. 4 U-Bahn-Gleise)                                                                 |
| 21      | Shinagawa                   | Tokio                    | Japan                  | 2 weitere Gleise im Bau |
| 21      | Kyōto                       | Kyōto                    | Japan                  | 14 Gleise ebenerdig, 4 Schnellbahngleise, 3 Gleise „Kintetsu“ (zzgl. 2 U-Bahn-Gleise) |
| 20      | Bologna Centrale            | Bologna                  | Italien                | |
| 20      | Basel SBB/Basel SNCF        | Basel                    | Schweiz                | 13 Durchgangsgleise, zwei Teilkopfbahnhöfe von SBB und SNCF, durchgehende Bahnsteigkante Gleise 4 und 30 |
| 20      | Wien Südbahnhof             | Wien                     | Österreich             | je 9 Gleise in zwei Kopfbahnhöfen (am 13. Dezember 2009 teilweise, am 8. Dezember 2012 vollständig geschlossen), 2 unterirdische S-Bahngleise bleiben als Haltestelle Wien Quartier Belvedere bestehen                                 |
| 20      | Union Station               | Chicago                  | Vereinigte Staaten     | je 10 Gleise in getrennten Abschnitten für Richtung Nord bzw. Süd |
| 20      | Paddington                  | London                   | Vereinigtes Königreich | |
| 20      | Washington Union Station    | Washington, D.C.         | Vereinigte Staaten     | |
| 19      | Victoria                    | London                   | Vereinigtes Königreich | (zzgl. 4 U-Bahn-Gleise) |
| 19      | Helsinki                    | Helsinki                 | Finnland               | (zzgl. 2 U-Bahn-Gleise) |
| 18      | Euston                      | London                   | Vereinigtes Königreich | (zzgl. 6 U-Bahn-Gleise) |
| 18      | Liverpool Street            | London                   | Vereinigtes Königreich | (zzgl. 4 U-Bahn-Gleise) |
| 18      | Stockholm C                 | Stockholm                | Schweden               | (zzgl. 6 U-Bahn-Gleise) |
| 18      | Stuttgart Hbf               | Stuttgart                | Deutschland            | davon 2 S-Bahn-Gleise unterirdisch (zzgl. 4 Stadtbahn-Gleise) |
| 17      | Melbourne Southern Cross    | Melbourne                | Australien             | davon 6 Vorortgleise von Metro Trains Melbourne |
| 16      | Dortmund Hbf                | Dortmund                 | Deutschland            | (zzgl. 2 Stadtbahn-Gleise) |
| 16      | Utrecht CS                  | Utrecht                  | Niederlande            | |
| 16      | Wien Hbf                    | Wien                     | Österreich             | 2 S-Bahn-Gleise unterirdisch, 10 Gleise für Personenverkehr, 4 Gleise für Autoreisezüge (zzgl. 2 U-Bahn-Gleise) |
| 16      | Düsseldorf Hbf              | Düsseldorf               | Deutschland            | (zzgl. 4 Stadtbahn-Gleise) |
| 16      | Bern                        | Bern                     | Schweiz                | 12 Gleise der SBB und BLS, 4 unterirdische Gleise des RBS |

## Kulturelle Rezeption
„Auf einer Spazierfahrt, bei der man nach Belieben aussteigen kann, gibt es keine Ankunft, bei der Eisenbahnfahrt aber wird der Unterschied von Ankunft und Abfahrt geheimnisvoll schematisiert durch eine Operation, die sich in den Bahnhöfen, diesen ganz besonderen Stätten, vollzieht, die sozusagen kein Teil der Stadt sind und doch die Essenz ihrer Persönlichkeit so deutlich enthalten wie sie auf dem Signalschild ihren Namen tragen.“

Die Redewendung „Ich verstehe nur Bahnhof“ besagt heute umgangssprachlich, etwas nicht verstehen zu können.